# Bischwiller
Ne doit pas être confondu avec Bischwihr.
Bischwiller (prononcer [biʃvilɛʁ] ) est une commune française située dans la circonscription administrative du Bas-Rhin et, depuis le 1er janvier 2021, dans le territoire de la Collectivité européenne d'Alsace, en région Grand Est.
Cette commune se trouve dans la région historique et culturelle d'Alsace.

## Géographie

### Localisation
Bischwiller est une ville du Nord-Est de la France, située à 21,6 km au nord de Strasbourg et à 8 km  à l'ouest du Rhin et donc de l'Allemagne. Au niveau départemental, les villes les plus proches sont Haguenau (8,1 km au nord-ouest), Brumath (11,7 km au sud-ouest) et Saverne (36,8 km à l'ouest).
| Haguenau | Kaltenhouse | Oberhoffen-sur-Moder |
|          | Bischwiller | Rohrwiller           |
| Gries    | Weyersheim  |                      |

### Hydrographie

#### Réseau hydrographique
La commune est dans le bassin versant du Rhin au sein du bassin Rhin-Meuse. Elle est située à moins de dix kilomètres du Rhin dans une zone de prés inondables connue sous la dénomination de ried. Ce lieu a été modelé par les divagations du fleuve dans sa zone d'épandage, avant sa canalisation. Le terme ried dérive du mot alémanique « Rieth » et signifie jonc ou roseau.Elle est  drainée par la Moder, le ruisseau le Kesselgraben, le ruisseau le Rothbach, le ruisseau le Weihergraben, le ruisseau la Vieille Zorn, le ruisseau l'Auegraben, le ruisseau le Schmuchgraben, le ruisseau le Waschgraben et le ruisseau l'Erlengraben,.
La Moder, d'une longueur de 82 km, prend sa source dans la commune de Zittersheim et se jette  dans le Rhin en rive gauche à Beinheim, après avoir traversé 29 communes. Les caractéristiques hydrologiques de la Moder sont données par la station hydrologique située sur la commune de Drusenheim. Le débit moyen mensuel est de 9,4 m3/s. Le débit moyen journalier maximum est de 83,6 m3/s, atteint lors de la crue du 10 décembre 2010. Le débit instantané maximal est quant à lui de 90,8 m3/s, atteint le même jour.

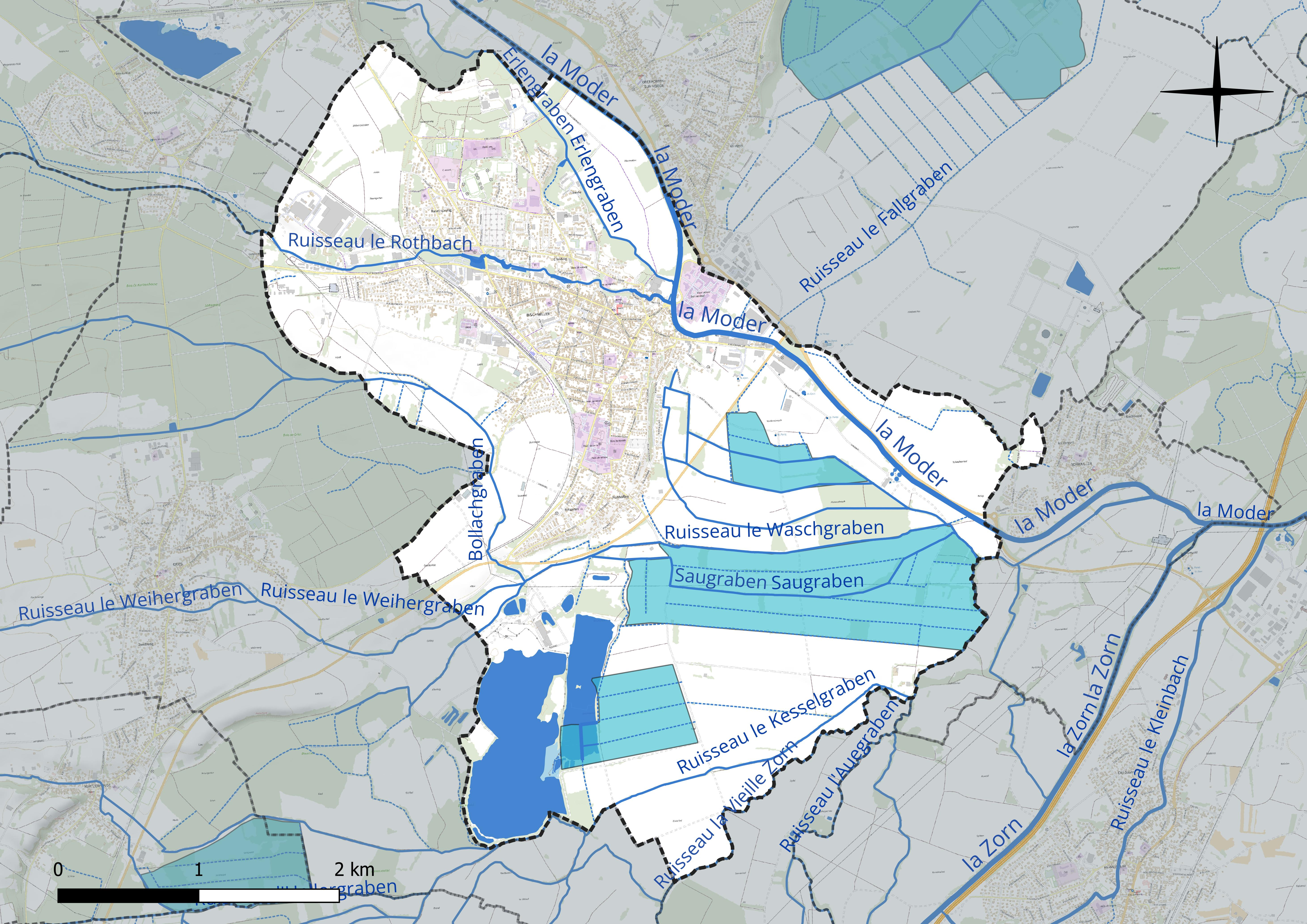
Réseau hydrographique de Bischwiller.

#### Gestion et qualité des eaux
Le territoire communal est couvert par le schéma d'aménagement et de gestion des eaux (SAGE) « Ill Nappe Rhin ». Ce document de planification concerne la nappe phréatique rhénane, les cours d'eau de la plaine d'Alsace et du piémont oriental du Sundgau, les canaux situés entre l'Ill et le Rhin et les zones humides de la plaine d'Alsace. Il s’étend sur 3 596 km2. Il a été approuvé le 17 janvier 2005. La structure porteuse de l'élaboration et de la mise en œuvre est la région Grand Est.
La qualité des cours d’eau peut être consultée sur un site dédié géré par les agences de l’eau et l’Agence française pour la biodiversité.

### Climat
Pour des articles plus généraux, voir Climat du Grand Est et Climat du Bas-Rhin.
En 2010, le climat de la commune est de type climat des marges montargnardes, selon une étude du Centre national de la recherche scientifique s'appuyant sur une série de données couvrant la période 1971-2000. En 2020, Météo-France publie une typologie des climats de la France métropolitaine dans laquelle la commune est exposée à un climat semi-continental et est dans la région climatique Alsace, caractérisée par une pluviométrie faible, particulièrement en automne et en hiver, un été chaud et bien ensoleillé, une humidité de l’air basse au printemps et en été, des vents faibles et des brouillards fréquents en automne (25 à 30 jours).
Pour la période 1971-2000, la température annuelle moyenne est de 10,8 °C, avec une amplitude thermique annuelle de 17,9 °C. Le cumul annuel moyen de précipitations est de 778 mm, avec 10,4 jours de précipitations en janvier et 10,2 jours en juillet. Pour la période 1991-2020, la température moyenne annuelle observée sur la station météorologique de Météo-France la plus proche, « Waltenheim-sur-zorn », sur la commune de Waltenheim-sur-Zorn à 17 km à vol d'oiseau, est de 11,3 °C et le cumul annuel moyen de précipitations est de 652,2 mm. 
La température maximale relevée sur cette station est de 38 °C, atteinte le 7 août 2015 ; la température minimale est de −14,9 °C, atteinte le 20 décembre 2009,,.
Les paramètres climatiques de la commune ont été estimés pour le milieu du siècle (2041-2070) selon différents scénarios d'émission de gaz à effet de serre à partir des nouvelles projections climatiques de référence DRIAS-2020. Ils sont consultables sur un site dédié publié par Météo-France en novembre 2022.

## Urbanisme

### Typologie
Au 1er janvier 2024, Bischwiller est catégorisée centre urbain intermédiaire, selon la nouvelle grille communale de densité à sept niveaux définie par l'Insee en 2022.
Elle appartient à l'unité urbaine de Haguenau, une agglomération intra-départementale regroupant six  communes, dont elle est une commune de la banlieue,,. Par ailleurs la commune fait partie de l'aire d'attraction de Strasbourg (partie française), dont elle est une commune de la couronne,. Cette aire, qui regroupe 268 communes, est catégorisée dans les aires de 700 000 habitants ou plus (hors Paris),.

### Occupation des sols
L'occupation des sols de la commune, telle qu'elle ressort de la base de données européenne d’occupation biophysique des sols Corine Land Cover (CLC), est marquée par l'importance des territoires agricoles (62,6 % en 2018), une proportion sensiblement équivalente à celle de 1990 (63,3 %). La répartition détaillée en 2018 est la suivante : 
terres arables (57 %), zones urbanisées (15,6 %), zones industrielles ou commerciales et réseaux de communication (9 %), eaux continentales (6,2 %), zones agricoles hétérogènes (5,6 %), espaces verts artificialisés, non agricoles (2,8 %), forêts (2,4 %), mines, décharges et chantiers (1,5 %). L'évolution de l’occupation des sols de la commune et de ses infrastructures peut être observée sur les différentes représentations cartographiques du territoire : la carte de Cassini (XVIIIe siècle), la carte d'état-major (1820-1866) et les cartes ou photos aériennes de l'IGN pour la période actuelle (1950 à aujourd'hui).

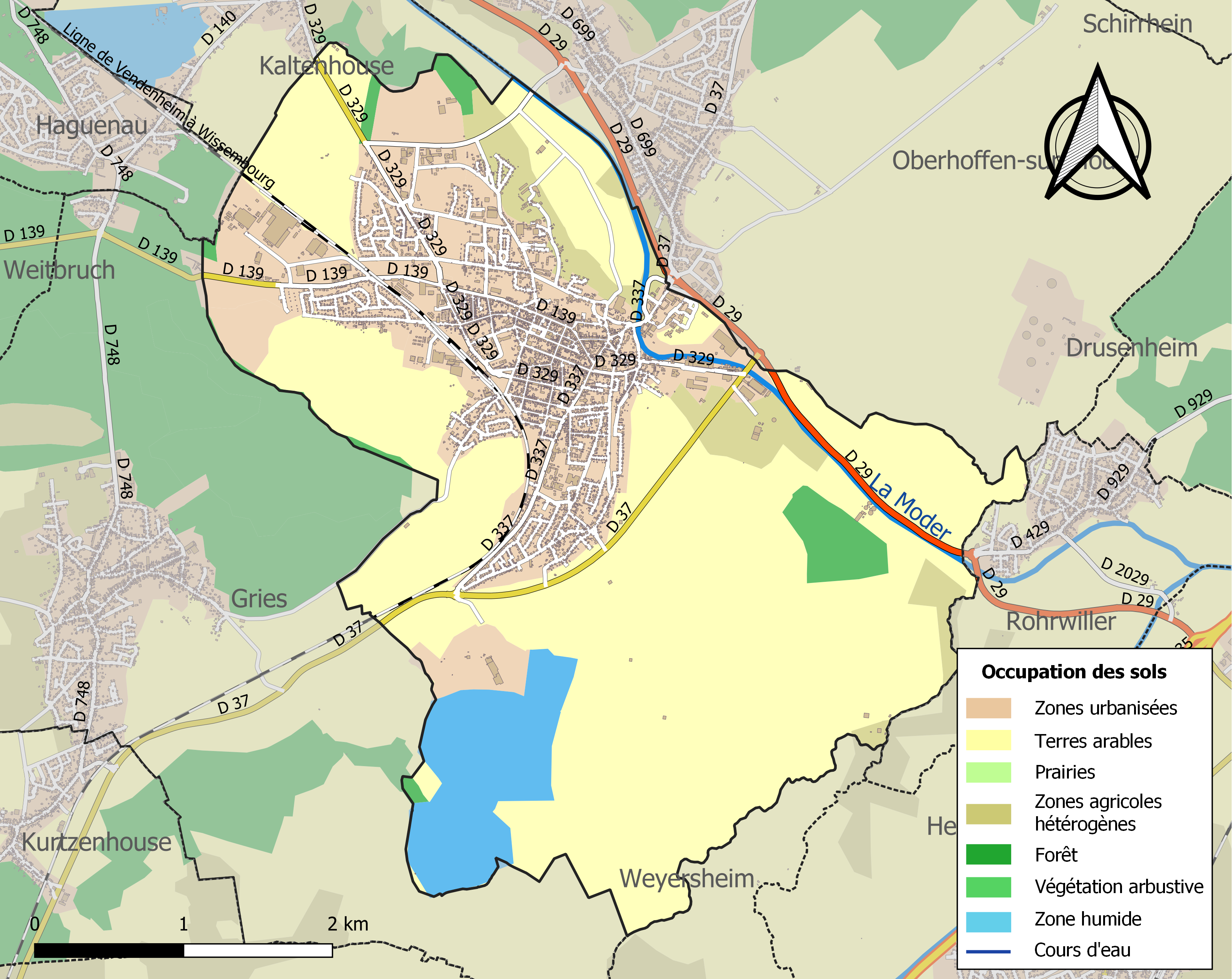
Carte des infrastructures et de l'occupation des sols de la commune en 2018 (CLC).

### Morphologie urbaine

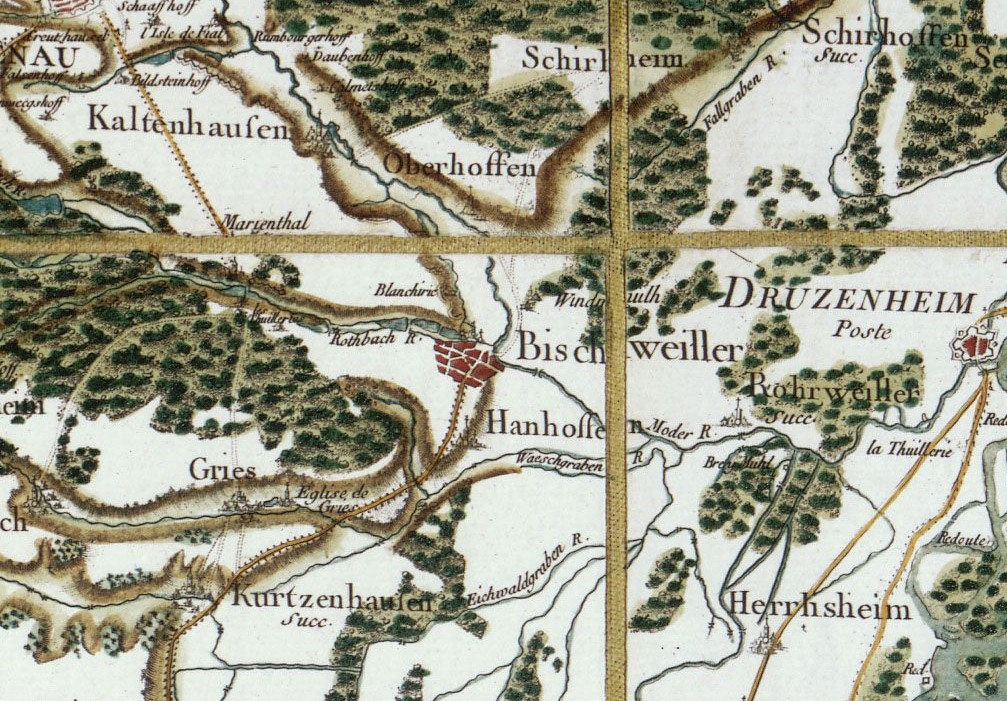
Bischwiller et ses environs au XVIIIe siècle.

Bischwiller s'est développée autour de deux noyaux originels : le centre-ville actuel et le hameau de Hanhoffen. Le centre-ville de Bischwiller constitue un des plus anciens quartiers de l'actuelle cité. Cette zone urbaine s'est développée au sud du ruisseau Rothbaechel, non loin de son point de confluence avec la rivière Moder. Pour échapper aux crues de la Moder, les premières habitations ont été érigées vers le XIIe siècle sur une butte dénommée Luhberg. Une première Maison communale, incendiée et détruite en 1636, se dressait dans un îlot urbain triangulaire formé par les trois rues de la Couronne, de la Grange et de Rohrwiller. Éloignée des premières habitations et située sur une autre butte, l'église paroissiale fut construite au nord du ruisseau Rothbaechel. Après la guerre de Trente Ans et l'arrivée de huguenots français à Bischwiller, la cité se développe vers l'ouest. Durant le XIXe siècle, Bischwiller s'étale vers le nord et le sud. Cette tendance se poursuit durant le XXe siècle. C'est ainsi que le hameau de Hanhoffen est entièrement intégré dans le tissu urbain bischwillerois avec la construction de logements ouvriers puis de lotissements (quartier Rebgarten).

### Logement
En 2007, Bischwiller compte 4 508 logements dont 4 224 résidences principales, 282 logements vacants et 2 résidences secondaires. Sur cet ensemble, 2 405 sont des maisons (53,4 %) et 2 100 sont des appartements (46,6 %). Sur les 4 224 résidences principales, 37,8 % sont des cinq pièces ou plus ; 26,0 % sont des 4 pièces et 24,9 % sont des 3 pièces. Par rapport à son environnement proche, le parc bischwillerois des résidences principales est plus ancien. Ainsi, près de 40 % des résidences ont été construites avant 1949 à Bischwiller contre seulement 29 % au niveau au niveau régional.
| Localité                                          | Année 1968 | Année 1975 | Année 1982 | Année 1990 | Année 1999 | Année 2007 |
| ------------------------------------------------- | ---------- | ---------- | ---------- | ---------- | ---------- | ---------- |
| Bischwiller                                       | 2 612      | 3 140      | 3 457      | 3 629      | 4 105      | 4 508      |
| Augmentation par rapport au recensement précédent | -          | + 528      | + 317      | + 172      | + 476      | + 403      |

| Période    | Alsace | Bas-Rhin | Canton | Bischwiller |
| ---------- | ------ | -------- | ------ | ----------- |
| Avant 1949 | 29,3 % | 28,6 %   | 26,5 % | 39,7 %      |
| 1949-1974  | 30,1 % | 29,8 %   | 27,8 % | 25,3 %      |
| 1975-1989  | 21,4 % | 22,2 %   | 22,4 % | 21,1 %      |
| 1990-2004  | 19,2 % | 19,5 %   | 23,3 % | 13,9 %      |

### Voies de communication et transports
Bischwiller est située sur les lignes ferroviaires Strasbourg - Haguenau - Wissembourg et Strasbourg - Haguenau - Niederbronn-les-Bains du TER Alsace, permettant de gagner Strasbourg en une vingtaine de minutes et Haguenau en une dizaine de minutes, avec au minimum deux allers-retours par heure. En décembre 2022, Bischwiller sera desservie par le réseau express métropolitain de Strasbourg (REM).

#### Réseau de transport urbain
3 lignes des bus RITMO desservent Bischwiller :
• 🟥 La ligne 1 prolongée jusqu’à Bischwiller à une fréquence de passage à la demi-heure. Elle dessert la zone commerciale de Taubenhof ainsi qu'Oberhoffen-sur-Moder. Elle permet d’accéder à plusieurs secteurs de la ville de Haguenau, notamment : le secteur de l’Aérodrome, le centre-ville, la gare et également de se rendre à Schweighouse-sur-Moder à la zone d’activité des Sablière puis au centre-ville.
La ligne 1 relie le Sud de Bischwiller             (Bischwiller-Hannhofen) à Schweighouse-Rosenberg
• 🟪 La ligne 4 est prolongée jusqu’à Bischwiller-Gare. Avec une fréquence de passage toutes les demi-heures en heure de pointe et 1 passage par heure en heure creuse. Elle permet de se rendre au lycée André-Maurois, au lycée Goulden et à la gare. Elle dessert également Kaltenhouse et Marienthal.
La ligne 4 relie la Gare SNCF de Haguenau à Bischwiller-Gare

•  🟨 La ligne scolaire H permet de se rendre au lycée André-Maurois et au lycée Goulden de Bischwiller depuis Schirrhoffen, Schirrhein, Oberhoffen-sur-Moder, Kaltenhouse, Marienthal et Haguenau ainsi qu’à la Cité scolaire de Haguenau depuis Bischwiller.

## Toponymie
Le toponyme Bischwiller apparaît au Moyen Âge sous les formes anciennes de Bischoviswiler en 1236 et de Bischovswilre. À la même époque, sa forme traduite en latin médiéval ecclésiastique est Episcopi villa, calque approximatif de la forme germanique.
Il s'agit d'une formation de type alémanique composée des éléments Bischof « évêque » et Willer « hameau » (cf. allemand Weiler < bas-latin villare)
-willer faisait sans doute référence à la métairie fondée par Conrad II de Hunebourg, évêque de Strasbourg de 1190 à 1202. Bischweiler fut l'appellation officielle de la cité lors de l'annexion de l'Alsace-Lorraine au Deuxième Reich allemand entre 1871 et 1918 puis lors de l'occupation nazie entre 1940 et 1944.

## Histoire

### XIIesiècle
Le 9 mai 1017, l'empereur Henri II du Saint-Empire offrit, en échange de ses services, un immense domaine de chasse (allant du Ried à la Moder), à l'évêque de Strasbourg, Werner 1er de Habsbourg. Environ 100 ans plus-tard, usant de ce droit de chasse, l'évêque Conrad de Hunebourg fonda, vers 1195, une métairie et une chapelle (actuelle Chapelle Saint-Nicolas de Hanhoffen, un quartier de Bischwiller), au lieu-dit Luhberg, sur les bords du Rothbächel, confluent de la Moder. Peu à peu, un village se développa autour de la ferme et les habitants s'engagèrent à payer la dîme à l'évêque.

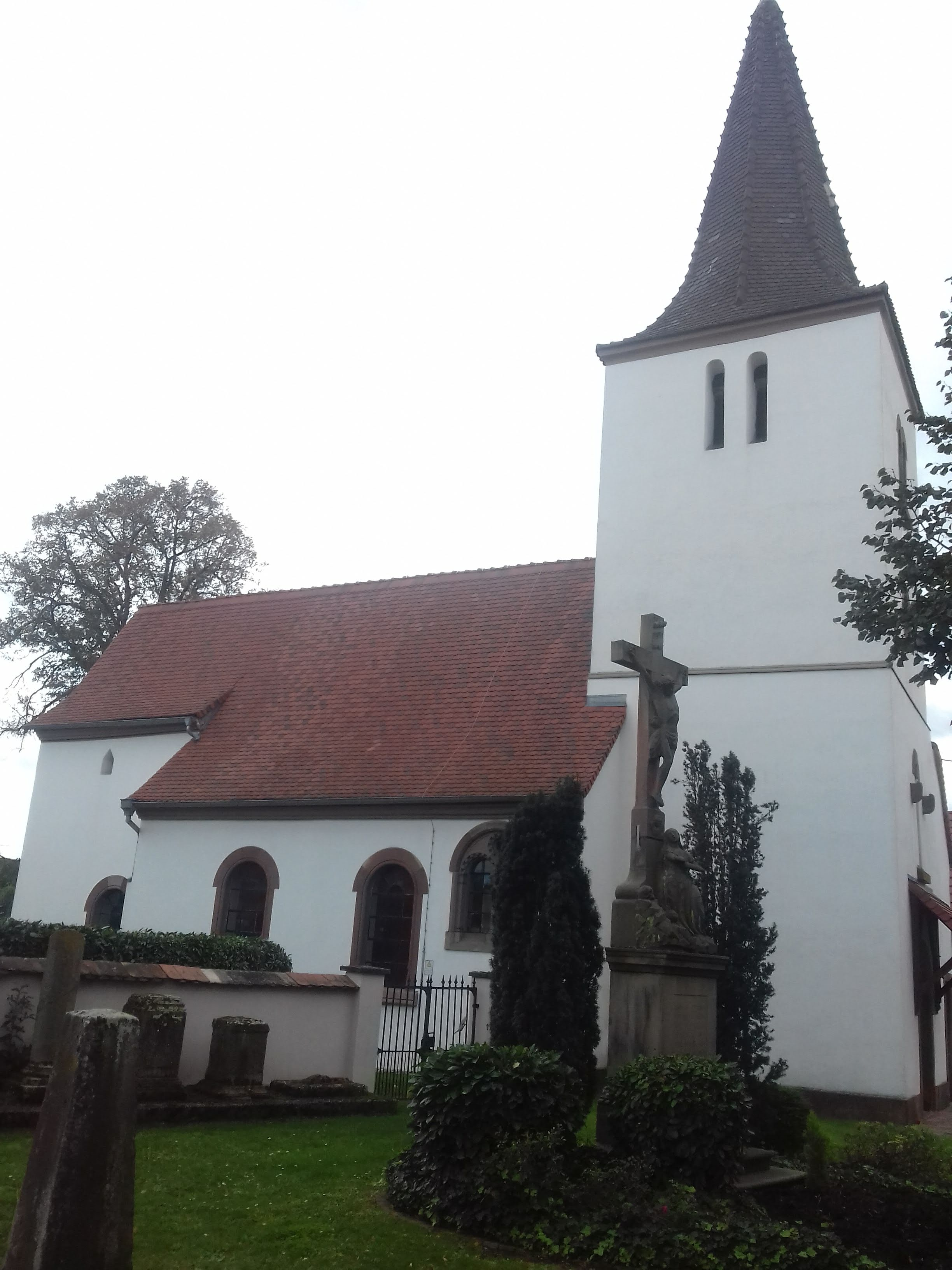
La chapelle Saint-Nicolas, construite en 1195

### XIIIesiècleetXIVesiècle
Le village est pour la première fois mentionné sous le nom de Bischovesweiler (ou Bischofsweiler) vers 1236. On pouvait déjà considérer le hameau comme un petit bourg, lorsque les Strasbourgeois, en révolte contre l'évêque Walther de Geroldseck, l'incendièrent dans la nuit du 6 janvier 1263. Après cela, le village resta en ruines durant quasiment quarante ans.
En 1287, alors que le village venait tout juste de se reconstruire, l'évêque Conrad de Lichtenberg engagea le hameau de Bischofsweiler à Walther de Müllenheim, un seigneur laïc.
Le 16 octobre d'une année que l'on situe aux alentours 1300, l'évêque Frédéric Ier de Lichtenberg fit construire une nouvelle église, l'actuelle église protestante, sur la colline du Kirchberg. Cet acte marque la remise sur pieds du village.

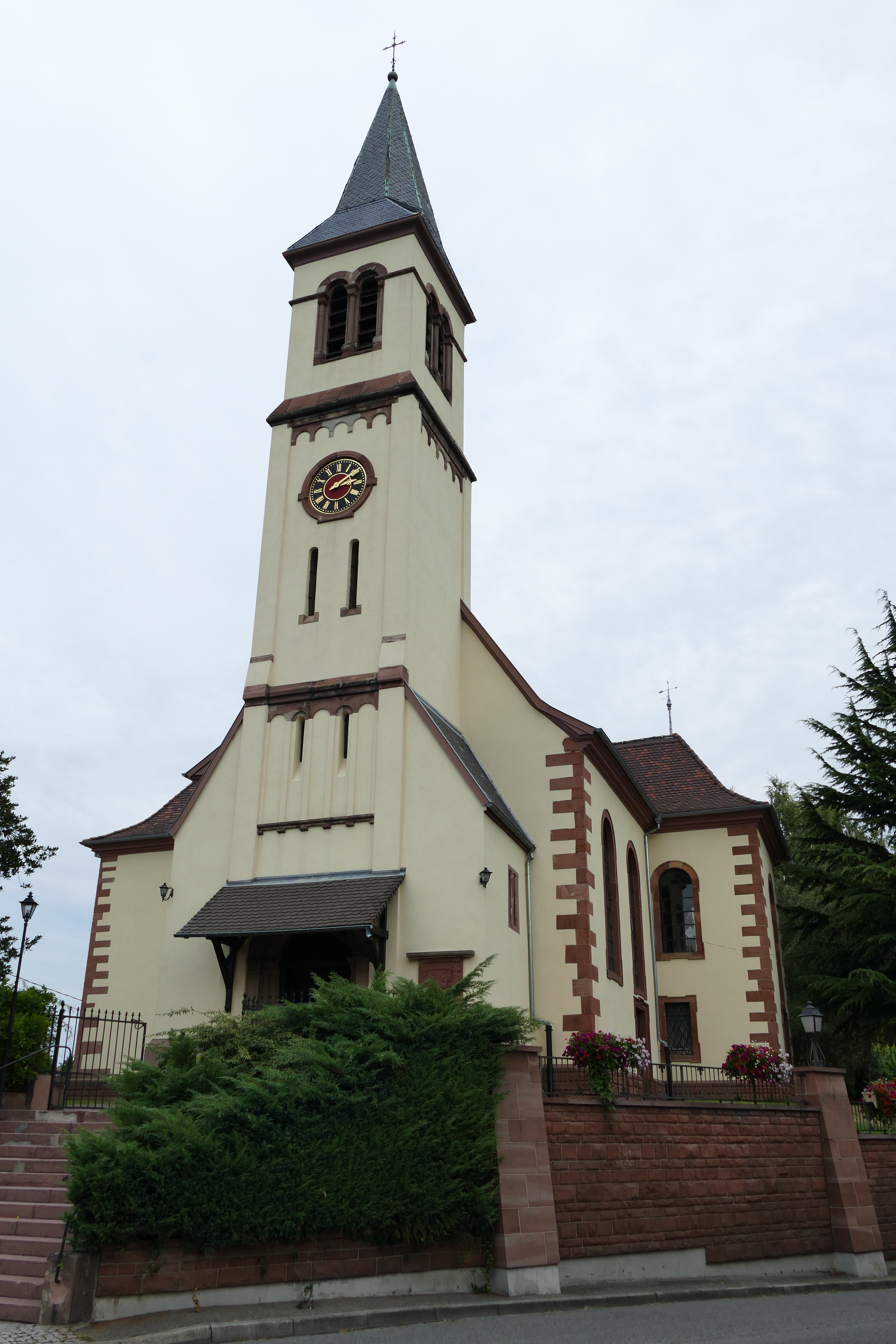
L'actuelle église protestante, construite vers 1300.

Cependant, en 1332, l'évêque Berthold de Buchek, accablé par les dettes, vendit le village au seigneur Sigismond de Huttendorf (ou Siegmund von Ettendorf). C'est la famille de ce dernier qui fut propriétaire du bourg jusqu'en 1406. Citons également la rédaction de la première charte communale, ou rotule, en ce même début du XIVe siècle. C'est probablement cette même famille d'Ettendorf qui édifie le château de Tiefenthal, en contrebas de l'église.

### XVesiècle
En cette fin du Moyen Âge, plusieurs fermes sont cités dont: le Rodenhof, en 1332; le Wölffel Pfiffershof à la même époque; le Cuntzen-Wurrenhof et le Moterershof en 1458. En 1400, l'évêque Guillaume de Diest vendit le droit de dîme et de patronage, derniers pouvoirs qu'il possédait encore sur le village, au Chapitre Saint-Pierre-le-Vieux de Strasbourg. En 1406, Reinbold de Huttendorf sépara le village en deux et vendit une moitié à Jean Kleinkuntz, échevin de Haguenau, et l'autre à Reinbold Jungzorn, Stadtmeister de Strasbourg. En 1408, les princes-électeurs palatins se mirent à exercer la haute-juridiction sur le village. Ils entrèrent en possession du château et y firent résider un sous-bailli pour les représenter.
En 1419, bien qu'il fût déjà construit à la fin du XIVe siècle, on apprend l'existence du château grâce à une rue dénommée "Burggasse". En 1438, le château appartient à Rheinard von Neyberg, chevalier à la Cour impériale de Haguenau, et sous bailli d'Alsace. En 1453, le château et le village entrèrent en possession  de la famille des Eschenau. Cependant, en 1462, à la suite d'un conflit, l'électeur Frédéric le Victorieux les leurs retira. Restant entre les mains de la famille palatine jusqu'en 1504, date de la mise au ban de l'empire de Philippe le Loyal par Maximilien Ier, il rentra à nouveau dans le giron des Eschenau en ce même début du XVIe siècle.

### XVIesiècle
En 1506, un recensement dénombre 100 habitants dans le village. Après être brièvement passée sous l'autorité du chevalier Jean Bock de Gerstheim, la ville est partagée entre les Eschenau et les Beger de Blyberg.
En 1521, les deux seigneurs du lieu, Fabien d'Eschenau et Jacob Beger de Blyberg, autorisent le tribunal à tenir son propre sceau,.
En 1525, le village fut gagné par le protestantisme, et le maire de Strasbourg, Klaus Kniebs, envoya comme premier pasteur un certain Gervasius Schuller, ami du réformateur Ulrich Zwingli.
En 1542, le seigneur Louis d'Eschenau céda le bourg alors appelé "Bischweiler" en fief héréditaire réversible à Wolfgang Ier de Bavière, duc de Palatinat Deux-Ponts et comte palatin de Neubourg et de Soulzbach.
À la mort de Wolfgang en 1569, c'est son fils Jean Ier qui prit sa place. Toutefois, en 1567, c'est le seigneur Dietrich de Schoenberg, tout en demeurant sous la suzeraineté du duc Jean, qui prit possession de Bischweiler. Ayant participé aux Guerres de Religion en France, Dietrich de Schoenberg s'installa au Tiefenthal après la paix de Saint-Germain. Retournant en France, il meurt aux côtés d'Henri IV en 1589, à la Bataille d'Ivry.
En 1587, une troupe de lansquenets en route vers la France fait irruption à Bischwiller. L'église, où s'était réfugiés les habitants avec leurs biens et les archives, fut prise d'assaut. Le village fut ensuite incendié.
Lors de la mort de Dietrich, Bischweiler fut remis à son beau-frère Everard Flach de Schwarzenberg. Or, celui-ci était catholique et trouvait indésirables les protestants du village. Pour éviter une conversion forcée de ses sujets au catholicisme, Jean Ier rattacha la seigneurie administrativement au duché de Deux-Ponts vers 1600. C'est également lui qui, en 1592, avait pour la première fois fait ériger des remparts autour du bourg.

### XVIIesiècle

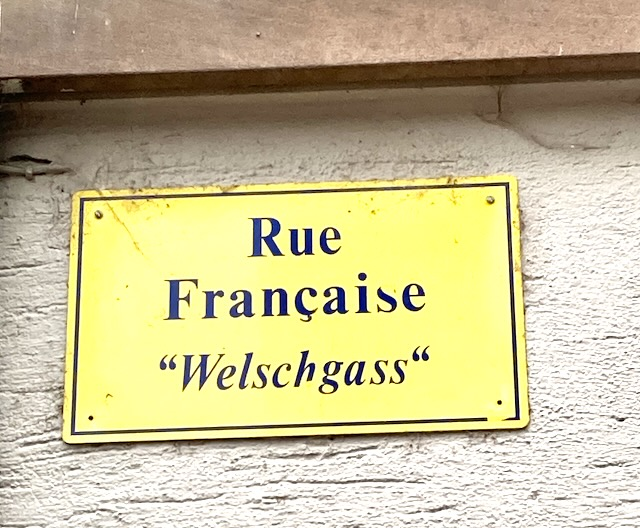
Rue Française/Welschgass Bischwiller

En 1606, Jean II, fils de Jean Ier, pour des raisons de religion, confisque Bischweiler à ses vassaux pour en prendre possession lui-même.
En 1618, le prince Jean II autorisa l'installation des réfugiés huguenots dans la ville. Il leur accorde de nombreux privilèges, ce qui leur permet de fonder un nouveau quartier Welschgass: l'actuelle Rue Française.
Durant la Guerre de Trente Ans, le bourg est dévasté. En 1620, les troupes autrichiennes occupent l'église et le clocher et le toit de cette dernière sont détruits. En 1621, 1623 et 1629, le village est mis à sac par les troupes incendiaires du comte Ernest de Mansfeld. En 1631, les autrichiens occupent à nouveau la localité, et ce durant 2 ans. En 1633, la place est assiégée et prise en un jour par Christian de Birkenfeld, à la tête des troupes suédoises. Ces dernières livrent le village au pillage et occupent le château. La moitié de ce dernier ainsi que de l'église sont détruits dans un incendie. En 1635, un raid de représailles des troupes autrichiennes menées par le comte Matthieu Gallas met une fois de plus Bischweiler à rude épreuve. En 1643, les impériaux  pillent le village, mais dans leur retraite vers Haguenau, ils sont surpris par Christian de Birkenfeld, qui leur fait rendre le butin.

En 1635, Christian de Birkenfeld, cousin de Jean II, était devenu propriétaire de Bischwiller. Dès la fin des hostilités, Christian s'attacha à la reconstruction du Château tandis que sa femme, Madeleine, s'occupa de la remise en état de l'église. En 1644, Christian fit creuser un caveau sous le chœur de l'église pour y inhumer les membres de sa famille. Le 27 mars de cette année, la première personne à être inhumée dans ce caveau fut la fille cadette du comte: Clara-Sybilla. Lui-même, après son décès au Château de Neuenstein, le 6 septembre 1654, fut enterré dans cette crypte. 

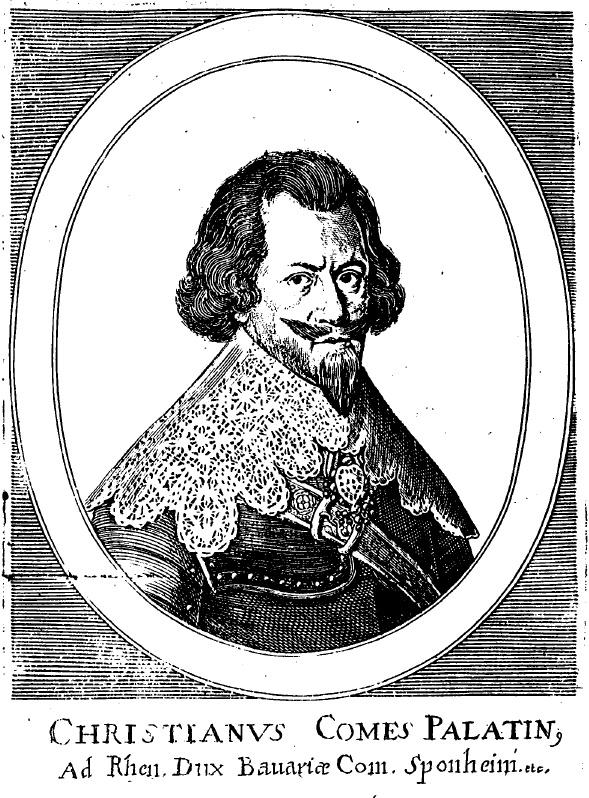
Christian de Birkenfeld

Le 22 juin 1637, au Château de Tiefenthal tout juste reconstruit naquit le Prince Christian II. Prenant la place de son père en 1654, c'est lui qui allait réellement faire renaître Bischwiller de ses cendres. En 1664, il entreprend une grande restauration du Château, dans le style Renaissance, ce qui vient complètement modifier l'aspect médiéval qu'avait jusque-là le Tiefenthal. En 1665, il fit construire une nouvelle Mairie, actuel Musée de la Laub, en remplacement de celle du XVIe siècle, détruite en 1636. En 1681, il fit construire une Pharmacie pour la Cour. En 1686, ayant épousé Catherine-Agathe de Ribeaupierre et hérité de ses domaines, Christian déplaça la Fête des Fifres, réunion annuelle de musiciens, qui avait alors lieue à Ribeauvillé, à Bischwiller. 

Christian II
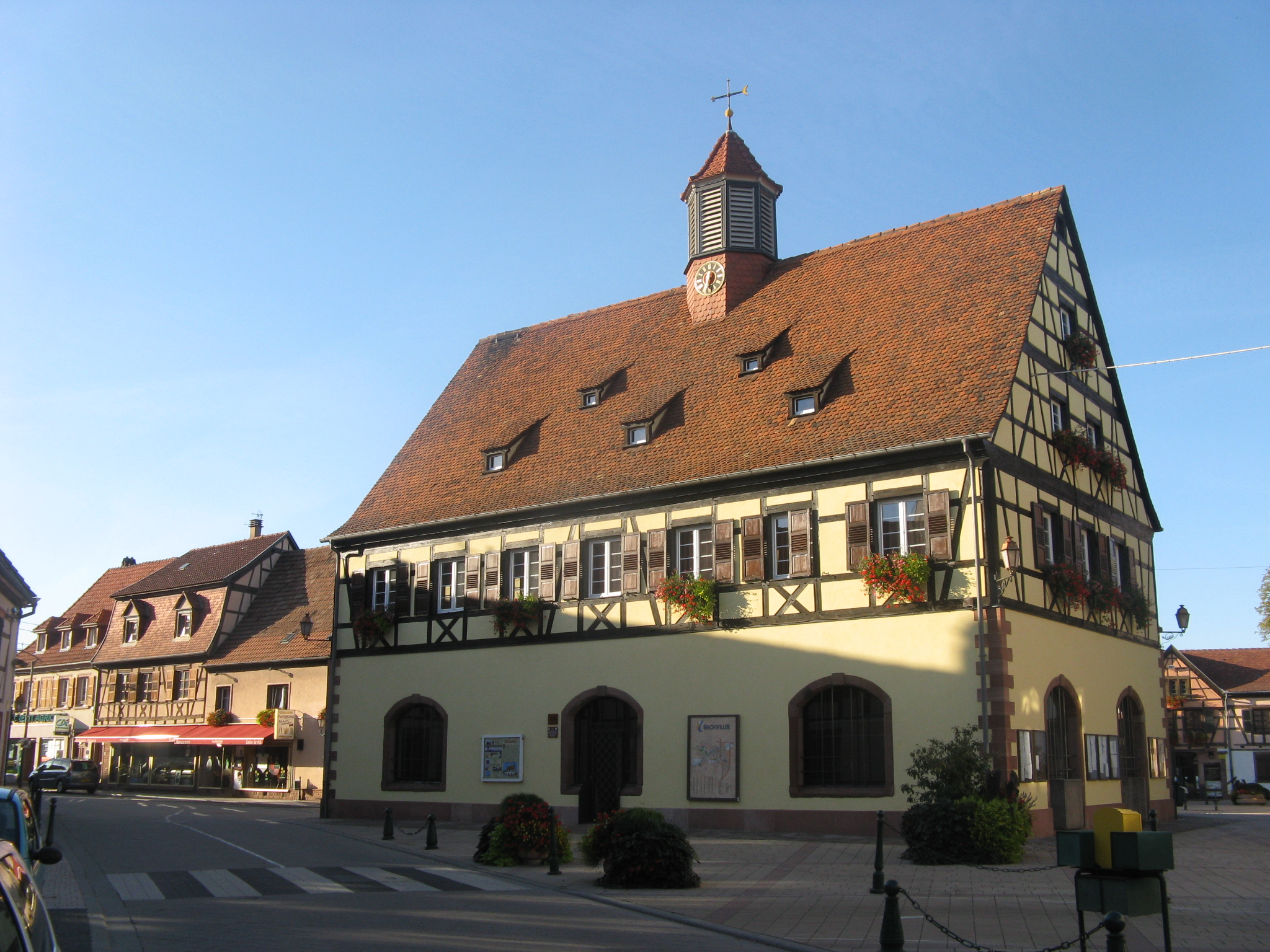
La Laub, construite en 1665
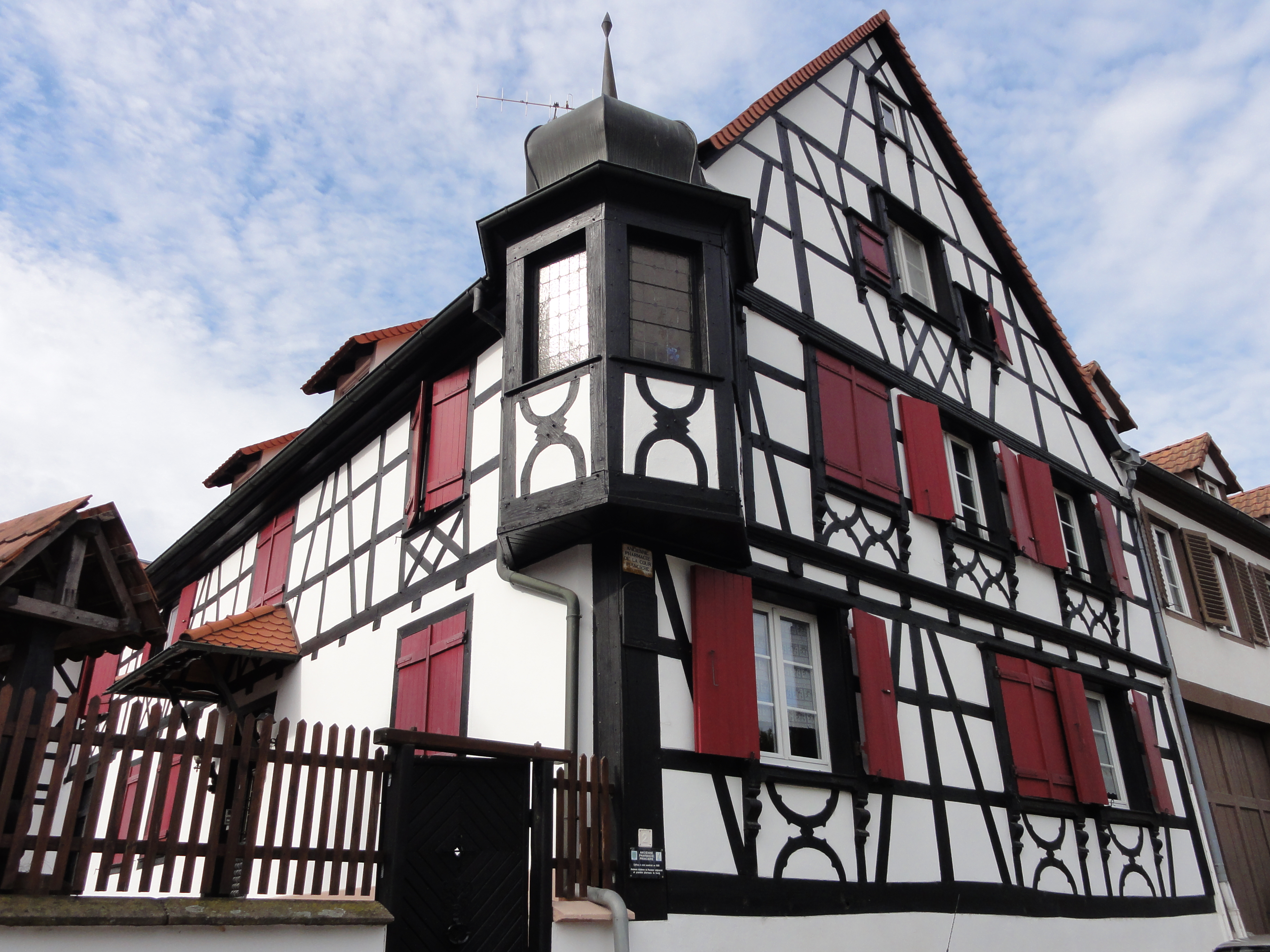
La Pharmacie de la Cour, construite en 1681

Cependant, après la Guerre de Trente Ans, d'autres conflits vinrent entrecouper la paix à Bischwiller au XVIIe siècle. Durant la Guerre de Hollande, en 1673, Bischwiller fut occupée par les troupes du Maréchal Turenne qui érigèrent une double enceinte autour du bourg puis pillèrent ce dernier. En 1675, Bischwiller fut prise d'assaut par les troupes autrichiennes menées par le Général Montecucuilli, qui chassèrent les français. En 1676, le bourg fut mis à sac par les troupes françaises du Maréchal La Brosse.
Durant la Guerre de la Ligue d'Augsbourg, seulement quelques travaux de terrassement et autres corvées furent les conséquences de ce conflit à Bischwiller. En revanche, durant la Guerre de la Succession d'Espagne, en 1705, les impériaux menées par le Margrave Louis de Bade s'emparèrent des fortifications et y ajoutèrent un rempart supplémentaire. En 1706, les français des Maréchaux de Villars et Villeroy chassèrent les autrichiens et les habitants rasèrent les fortifications que ces derniers avaient érigés.

### XVIIIesiècle
Au XVIIIe siècle, l'historien alsacien Jean-Daniel Schoepflin (1694-1771) décrit la ville comme suit :

« Bischwiller, (...), est un bourg très florissant sur la Moder, entre Drusenheim et Haguenau. Il compte vingt-quatre rues et quatre cent quatre-vingts feux ; il est divisé en cinq quartiers nommés : le premier, Schloss und Kirchviertel ; le second, das teitische Dorf, c'est le plus ancien ; le troisième, das welsche Dorf ; le quatrième, das Vorstœttel ; ces deux derniers ont été bâtis, vers 1620, par les Phalsbourgeois qui sont venus s'y établir ; le cinquième, das neite Gassviertel, a commencé à être bâti en 1708. »

En suivant cet auteur, il faut donc comprendre qu'en son temps, Bischwiller est divisée en cinq quartiers. Les plus anciens quartiers sont le quartier de l'église et du château avec le village allemand. À ce noyau originel se sont rajoutés au XVIIe siècle, vers l'ouest, le village français et le faubourg, bâtis par des réfugiés huguenots francophones ; puis au début du XVIIIe siècle, le quartier de la Nouvelle-Rue (actuelle rue Clemenceau).
De 1720 à 1721, l'église est agrandie. En juillet 1794, la crypte de l'église fut profanée par les Révolutionnaires. En 1795, le château fut vendu à un cordonnier qui en fit une auberge, avant de le faire démolir cette même année.

### L'industrialisation (1815-1871)

#### Premières manufactures (1815-1842)
L'instabilité politique et militaire des dernières années de l'Empire napoléonien furent néfastes aux activités textiles bischwilleroises. Pour pouvoir se maintenir, des drapiers et des investisseurs regroupèrent leurs capitaux et créèrent les premières manufactures de la cité telles que la Leroy et Compagnie, la Goulden et Compagnie ou la Heusch et Weiss. En 1818, cette dernière fit fonctionner 18 métiers à tisser.
Ces premières entreprises introduisirent le machinisme. En 1810, la maison Goulden équipa ainsi sa filature d'une machine à carder la laine de type Douglas. Ces équipements permirent de réduire la main-d'œuvre et les coûts de fabrication. Deux hommes sur une épailleuse remplaçaient le labeur manuel de près de quarante ouvriers. Le dynamisme de ces entrepreneurs fit que la vente de draps passa de 1 million de francs en 1815 à 2,6 millions en 1840. Si en 1818, on compta trente-cinq fabricants, en 1840, on en recensa soixante-quatre dont la spécialité était le drap lourd teinté en noir.

#### Âge d'or du textile bischwillerois (1842-1870)
En 1842, le fabricant Kunzer fut le premier à Bischwiller à s'équiper d'une machine à vapeur en remplacement d'un manège à bœufs ou à chevaux. Par la suite d'autres manufactures franchirent ce cap : Ruef et Picard en 1842, Bourguignon-Schwebel en 1843, Pierson en 1848, Voelckel et Kablé en 1853, etc. Cette nouvelle énergie permit la diversification des activités industrielles. Ainsi les ateliers de tissage s'augmentèrent de filatures, de foulons et de teintureries. La production de drap grossier s'augmenta d'autres produits tels les zéphirs, les amazones ou les satins-laine. Avec le développement des affaires, ces activités textiles essaimèrent dans d'autres localités proches de Bischwiller, à Weyersheim, à Drusenheim, à Haguenau. En 1855, ce commerce profita de l'ouverture de la voie de chemin de fer Haguenau - Strasbourg. À Bischwiller, la population doubla en moins de trente ans pour passer de 5 721 habitants en 1841 à 11 500 en 1869. En 1870, près de 5 000 ouvriers dont 2 000 tisserands travaillaient dans les entreprises de Bischwiller. Pour répondre au besoin de main-d'œuvre, 2 200 ouvriers arrivaient chaque matin des villages voisins ; d'autres émigrèrent depuis l'Allemagne (Bade, Wurtemberg, Palatinat).

### Réunion allemande (1871-1918)

#### La guerre de 1870-1871

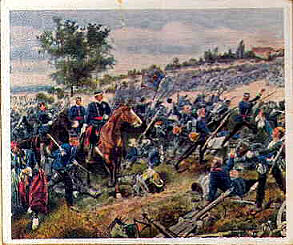
Assaut prussien le 6 août 1870 lors de la bataille de Frœschwiller-Wœrth.

Bischwiller ne fut pas directement touchée par les opérations militaires. Les plus proches batailles eurent lieu vingt-deux kilomètres plus au nord à Frœschwiller et à Wœrth lors de la bataille dite de Reichshoffen du 6 août 1870. Cette bataille se solda par la déroute des troupes françaises. De nombreux blessés furent évacués vers Bischwiller. L'hôpital local, inauguré au printemps de l'année 1870, ne comptait alors que trente lits. Pourtant près de 650 blessés arrivèrent. Sur ce total, 128 décédèrent et furent portés en terre en ville. Plus tard, deux monuments, un français et un allemand, furent édifiés au cimetière pour leur rendre hommage.
Les premières troupes allemandes (un bataillon de dragons badois) arrivèrent en ville le 12 août 1870. En tout, près de 4 000 soldats allemands durent être logés chez les habitants. En plus de cet accueil forcé, vivres et fourrages furent réquisitionnés et la municipalité dut payer une lourde contribution de guerre. Mais au bout du compte le sort de Bischwiller fut nettement plus enviable que celui de Strasbourg, à 25 kilomètres au sud, qui fut assiégée et bombardée pendant près de quarante-cinq jours en août et en septembre 1870.

#### Bischwiller, une ville exsangue (1870-1885)
L'annexion de l'Alsace-Lorraine au Deuxième Reich allemand fit connaître à Bischwiller des années difficiles du point de vue socio-économique. L'industrie locale, essentiellement textile et lainière, très adaptée au goût et au marché intérieur français, se trouva en 1871 coupée de ses principaux débouchés. L'industrie bischwilleroise dut d'un coup faire face à deux difficultés. Premièrement s'intégrer au marché allemand, saturé et plus compétitif et deuxièmement abandonner brutalement le marché français du fait de droits de douane excessifs sur les produits exportés : 5 % en 1871 puis 10 % en 1873.

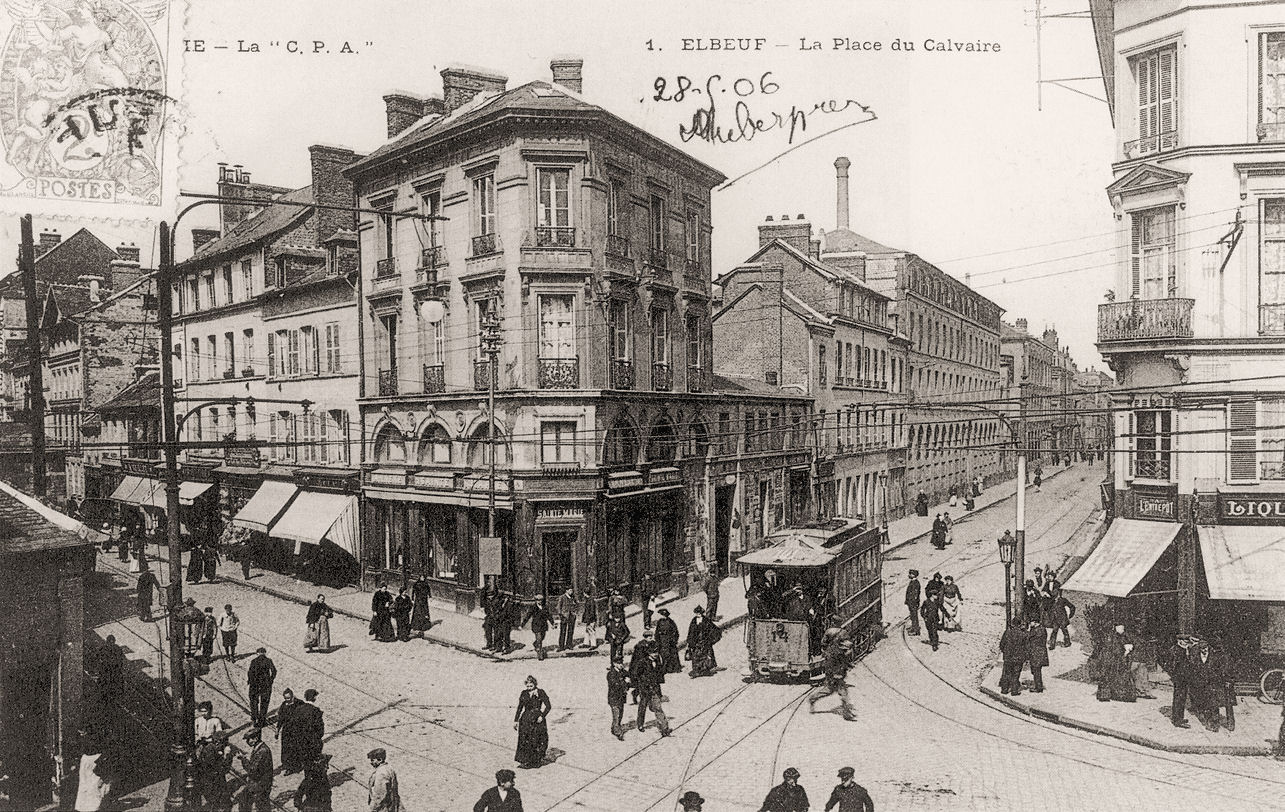
Elbeuf vers 1905.

Près d'un tiers des Bischwillerois refusèrent la domination allemande. Les premiers à partir furent les optants qui profitèrent d'une clause du traité de Francfort valable jusqu'en 1872. Cette modalité autorisait les Alsaciens-Lorrains à pouvoir conserver la nationalité française mais sous condition de s'installer en France : 1 023 Bischwillerois optèrent pour la nationalité française et quittèrent la ville dès les premières années de l'annexion. Cet exode se poursuivit les années suivantes sous la forme de l'immigration. Parmi les optants figurèrent 33 familles de fabricants, 42 familles d'artisans, 14 familles de négociants et 16 familles de commerçants. Mais le plus gros de la cohorte des optants furent des personnes appartenant à des classes sociales plus modestes ; 147 familles ouvrières, 13 familles de journaliers, 16 familles de commis, 5 familles de domestiques et 13 familles de retraités.
La majeure partie des industriels et artisans de Bischwiller choisirent cet exode. Ils furent suivis par bon nombre de leurs ouvriers. Ainsi entre 1870 et 1874, environ 4 000 Bischwillerois quittèrent leur région d'origine. Plus de 2 000 d'entre eux s'installèrent à Elbeuf en Normandie ; les autres lieux d'installations furent Vire, Sedan, Roubaix, Tourcoing et Reims.
| -                                                       | 1869         | 1874       |
| ------------------------------------------------------- | ------------ | ---------- |
| Population                                              | 11 500       | 7 700      |
| Naissances                                              | 469          | 287        |
| Nombre de fabricants                                    | 96           | 21         |
| Nombre d'ouvriers                                       | 5 000        | 1 800      |
| Nombre de métiers à tisser                              | 2 000        | 650        |
| Assortiments de filature                                | 140          | 55         |
| Nombre de broches                                       | 56 000       | 22 000     |
| Chiffre d'affaires de la draperie en millions de francs | 18 à 20      | 5 à 6      |
| Expédition de marchandises fabriquées                   | 1 117 206 kg | 400 000 kg |

#### Redressement économique (1885-1914) puis déclin de l'industrie textile (à partir du milieu duXXesiècle)

##### Évolution de la situation locale

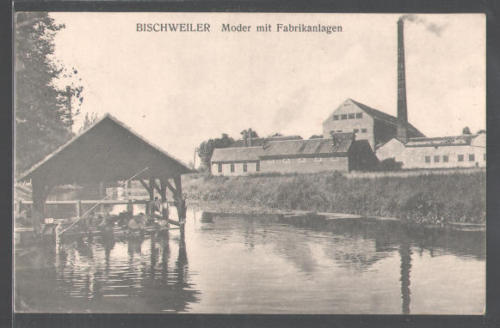
Usine à Bischwiller le long de la rivière Moder avant la Première Guerre mondiale.

Bischwiller connu une dramatique hémorragie du point de vue de sa population jusqu'en 1885. En 1869, la population fut estimée à 11 500 habitants. Quelques années plus tard, du fait de la fuite des entreprises du textile et de ses employés, il ne resta plus que 6 815 Bischwillerois ; soit une baisse de près de 40 %. À partir des années 1880, l'économie locale commença à se remettre de ce choc. Plusieurs entreprises s'installèrent à Bischwiller comme la cartoucherie Walbinger-Meuschel en 1882, la fonderie Pulfermuller en 1883 ou la savonnerie Hirtler en 1886. En 1885, la Nouvelle Manufacture de Draps s'installa dans les locaux désertés de l'entreprise Blin, cette dernière ayant migré vers Elbeuf en Normandie. Le retour de l'activité économique marqua aussi le retour d'une nouvelle population ouvrière. Ainsi, en 1910 put-on compter  8 149 Bischwillerois. Les autorités impériales allemandes afin de marquer davantage leur présence, construisirent d'imposants édifices comme la Poste en 1896, le Tribunal cantonal en 1899 et plusieurs casernes en 1889 et en 1913.

##### Société Alsacienne de Filature et Tissage de Jute et Vestra
Créée en 1883 par un groupe d'actionnaires, la Société Alsacienne de Filature et Tissage de Jute (ou plus simplement la Jute) fut l'entreprise qui marqua le plus le renouveau économique de Bischwiller. Ses premiers locaux, situés rue Rampont, prirent le relais de ce qui fut avant 1870 la filature Bertrand et Mannhardt. Par la suite, la Jute devint le principal employeur de la ville. À son apogée, plus de 1 000 ouvriers s'y affairaient dans la production de toiles d'emballage (filés et toiles de jute), de ficelles et de tapis. Un service de location permettait à ses clients le transport du houblon, des pommes de terre, du plâtre et du ciment. Installée dans l'actuelle rue Joffre à partir de 1887, le développement de ses activités l'obligea à accroitre ses locaux en 1896, 1900, 1905, 1912 et 1924. La direction pratiqua une politique paternaliste envers ses employés avec la mise en place d'une garderie d'enfants, d'un dispensaire de soins, d'un foyer récréatif, d'une chapelle catholique pour ses employées d'origine polonaise, d'une coopérative, d'une caisse d'épargne, etc. Aux abords de l'usine, les familles ouvrières logeaient dans une cité composée de maisonnettes.
En 1961, les actionnaires de la Société Alsacienne de Filature et Tissage de Jute décident, face à une conjoncture difficile, de cesser toute activité et de liquider leur entreprise. L'importante surface industrielle qu'occupait cette activité est reprise en 1962 par Vestra une entreprise textile strasbourgeoise. Les vêtements pour homme fabriqués à Bischwiller par Vestra portèrent des griffes connues comme Torrente ou Cacharel. Durant les Trente Glorieuses, cette manufacture de vêtement devint le principal employeur local. Dès 1962, on compta 859 postes de travail puis plus de 1 000 en 1986. Les deux dernières décennies du XXe siècle firent voir aux entreprises alsaciennes du textile des heures sombres du fait de la mondialisation ; des pays comme la Chine ou la Tunisie se montrant plus compétitifs en matière de coût de production. Pour survivre Vestra-Union se désengagea de la fabrication et se concentra sur le négoce. Ses usines de Bischwiller (la plus importante) et de Mertzwiller devinrent clientes du groupe Vestra-Union sous le nom de Alsavet. Mais elles fermèrent définitivement leurs portes durant l'année 2002 ; 565 personnes se retrouvèrent sans emploi dont 95 % de femmes.
Les locaux d' Alsavet à Bischwiller furent repris en 2003 par la communauté de communes de Bischwiller et environs. La friche industrielle fut ensuite transformée en un parc d'activités économiques baptisé « Les Couturiers » pour de petites et moyennes entreprises des secteurs de l'artisanat et du tertiaire (21 entreprises pour 100 emplois en 2010).

### La Seconde Guerre mondiale
Première commune non évacuée sur la ligne du Rhin, Bischwiller devint dès la déclaration de guerre, une ville de garnison. Ainsi, au début des hostilités (pendant la drôle de guerre), des troupes de chasseurs, d'infanterie, de dragons et d'artillerie cantonnèrent à Bischwiller, étant logées soit chez l'habitant, soit dans des bâtiments publics ou encore dans des usines disponibles. Tout autour de la cité, furent implantées des pièces d'artillerie.
Le 02/04/40, Louis Loeffler fut destitué de ses fonctions de maire en raison de son appartenance au parti communiste. M. Rinckenberger (membre du conseil municipal) fut alors appelé par le préfet à le remplacer.
Quand, en 1940, les Allemands tirèrent des obus depuis la région d'Oberkirch, il y eut des dégâts importants dans le quartier de la gare. Les autorités militaires françaises firent, de leur côté, sauter les deux ponts de la Moder (17 juin). Peu avant l'armistice du 22 juin 1940, il fut question d'évacuer Bischwiller mais cela ne se fit pas car les autorités locales s'y opposèrent. Pourtant les habitants restèrent sans protection après le départ des troupes françaises.
Après la défaite de la France, l'Alsace-Lorraine fut annexée au IIIe Reich et Bischwiller fut occupée par les Allemands du 21 juin 1940 au 9 décembre 1944. L'entrée officielle de l'armée allemande dans la ville eut lieu le 23 juin 1940  et fut suivie de la venue d'un ministre allemand. Alfred Rinckenberger céda alors sa place de maire au Dr Doll (qui avait été jusque-là Burgenmeister d'Oberkirch). Le 1er janvier 1941, celui-ci fut remplacé par le Dr Liewer, qui administra pendant quatre ans Bischwiller en appliquant les principes du parti national-socialiste.
Bischwiller ne fut pas épargnée par les bombardements car dans la nuit du 4 au 5 mai 1942 une attaque aérienne par bombes incendiaires endommagea l'église catholique et son quartier.
En novembre 1944, Leclerc ayant libéré Strasbourg  et le 6e groupe d'armées franco-américain ayant franchi les Vosges, le front s'étendit inexorablement vers le nord et se stabilisa entre la Moder et la forêt de Haguenau. Situé en plein feu, Bischwiller subit des tirs intenses et des violents bombardements de l'artillerie. Cela a provoqué de nombreux dégâts et pendant que la bataille faisait rage, les habitants se terraient dans les abris et les caves.
Le 9 décembre 1944, sous les tirs continus des Allemands, Bischwiller fut reprise à l’ennemi par les troupes américaines. Alfred Rinckenberger fut alors reconduit dans ses fonctions à la mairie (mais il démissionna le 11 janvier au profit de Pierre Klein).
Le 3 janvier 1945 une nouvelle offensive fut lancée par la Wehrmacht qui avait de nouveau franchi le Rhin à Gambsheim. De plus, les blindés du 39e Panzer Korps  " foncèrent" du nord vers Bischwiller, provoquant un repli stratégique américain derrière la Moder. Sur l’ordre du général de Gaulle, les forces de la 1re armée française du général de Lattre de Tassigny s’approchèrent  pour relever les Américains.
Le 22 février, le capitaine Sauveur Chérifi, avec son bataillon du 4e régiment des tirailleurs tunisiens, entra à Bischwiller par la rue de Strasbourg pour aller nettoyer le secteur d’Oberhoffen.
Le 15 mars, le général de Monsabert, (commandant du 2e corps d’armée), dirigea du haut du château d’eau, la dernière attaque. Dans ce but, il envoya en renfort la 3e division d’infanterie algérienne, (commandée par le général Guillaume) et les goumiers de deux groupes de tabors marocains. La bataille de la Moder s’acheva par deux jours de combats sanglants contre l’ultime résistance allemande.
Finalement, le cauchemar se termina le 16 mars 1945. Encore une fois, les duels d’artillerie avaient lourdement frappé l’agglomération (surtout dans sa partie nord). La ville, qui était sinistrée à plus d’un tiers, se trouvait dans un état lamentable et les victimes (civiles et militaires) étaient au nombre de 280.

### La période 1959-1989: la renaissance
Paul Kauss est élu maire en 1959. Préconisant un programme de redressement et d'innovation dans de nombreux domaines, il a de grands projets afin de diversifier le tissu industriel de la ville. Il a aussi des priorités dans les domaines de la construction, de l’aménagement urbain et de la scolarisation. Pour y arriver, Paul Kauss mis toute son énergie au service des intérêts de Bischwiller et des Bischwillerois. Il jouissait de la confiance générale de la population et il fut élu et réélu à la mairie mais aussi au conseil général et au Sénat. En concertation avec le conseil municipal, des plans décennaux ont été élaborés et ils ont permis non seulement de mener une politique continue mais aussi d’élaborer des prospectives financières sur le long terme. "Ces plans représentaient un contrat moral entre la municipalité et les Bischwillerois".
Au cours des 30 années de mandature, trois plans décennaux ont été élaborés et chacun a comporté un axe directeur.

#### 1erplan 1961-1970
Dans la logique de la mauvaise situation économique de la ville en 1959, la priorité était de diversifier et de développer les industries et les entreprises. En plus, il était nécessaire non seulement de créer des lotissements mais aussi de moderniser les réseaux de gaz et d'eau. Pour résumer, il fallait donner aux citoyens de Bischwiller la possibilité de travailler sur place, y trouver un logement décent et pouvoir compter sur une infrastructure digne d’une ville de 10 000 habitants.
Ces équipements étant mis en place (au moins dans les grandes lignes), un autre plan a été élaboré.

#### 2eplan 1971-1980
Le but était de mettre l’accent sur les équipements scolaires, sportifs et culturels. Le plus important était de construire un lycée technologique car les entreprises susceptibles de s’installer à Bischwiller souhaitaient disposer d’une main-d’œuvre qualifiée. Malgré son coût élevé et la concurrence de la ville voisine de Haguenau, il fut réalisé dès 1965. Ensuite, la cité scolaire André-Maurois a été construite suivi d’un second collège (le collège du Saut-du-Lièvre). La Ville pouvait alors s’enorgueillir de consacrer en moyenne 25 à 30 % de son budget annuel à l’enseignement.
Au niveau des réalisations sportives et culturelles, on peut citer la mise en service de la piscine olympique en 1969 puis du stade omnisports. En 1978 ce fut l’inauguration d’un gymnase suivi quelques années plus tard de la construction d'une salle de spectacles (la Maison des associations et de la culture).

#### Le3eplan 1981-1990
Il a différé des deux autres car il a substitué la notion de qualité à celle de quantité. Concrètement, l'objectif était de donner au centre-ville un aspect plus convivial, en créant des zones à circulation ralentie et des espaces verts.

## Politique et administration

### Rattachements administratifs et électoraux

#### Circonscriptions de rattachement
Bischwiller appartient à l'arrondissement de Haguenau-Wissembourg et au canton de Bischwiller, dont elle est le chef-lieu depuis sa création. Le redécoupage cantonal de 2014 en a modifié sa composition avec le rattachement de Kaltenhouse, commune issue du canton de Haguenau.
Pour l'élection des députés, la commune fait partie de la neuvième circonscription du Bas-Rhin, représentée depuis juin 2017 par Vincent Thiébaut (HOR).

#### Intercommunalité
Depuis le 1er janvier 2017, date de sa création, la commune appartient à la communauté d'agglomération de Haguenau et en est la seconde ville en termes de population. Cette intercommunalité est issue de la fusion de quatre anciennes communautés de communes, notamment celle de Bischwiller et environs, fondée en décembre 2000 et dont Bischwiller était le siège.
La commune fait aussi partie du Pays d'Alsace du Nord.
| Élections                  | Élections                     | Circonscription électorale             | Élu de la circonscription       | Élu de la circonscription | Élu de la circonscription | Élu de la circonscription |
| Niveau                     | Type                          | Circonscription électorale             | Titre                           | Nom                       | Début de mandat           | Fin de mandat             |
| -------------------------- | ----------------------------- | -------------------------------------- | ------------------------------- | ------------------------- | ------------------------- | ------------------------- |
| Commune / Intercommunalité | Municipales et communautaires | Bischwiller                            | Maire                           | Jean-Lucien Netzer        | 2020                      | 2026                      |
| Commune / Intercommunalité | Municipales et communautaires | Communauté d'agglomération de Haguenau | Président de l'intercommunalité | Claude Sturni             | 2020                      | 2026                      |
| Département                | Départementales               | Canton de Bischwiller                  | Conseillère départementale      | Christelle Isselé         | 2021                      | 2028                      |
| Département                | Départementales               | Canton de Bischwiller                  | Conseiller départemental        | Michel Lorentz            | 2021                      | 2028                      |
| Région                     | Régionales                    | Région Grand Est                       | Président du conseil régional   | Franck Leroy              | 2023                      | 2028                      |
| Pays                       | Législatives                  | Neuvième circonscription               | Député                          | Vincent Thiébaut          | 2022                      | 2027                      |

### Administration municipale
Le nombre d'habitants au dernier recensement étant compris entre 10 000 et 19 999, le nombre de membres du conseil municipal est de 33.

### Liste des maires
Depuis l'après-guerre, sept maires se sont succédé à la tête de la commune.
| Période        | Période                   | Identité           | Étiquette             | Qualité |
| -------------- | ------------------------- | ------------------ | --------------------- | --- |
| 1945           | 1945                      | Pierre Klein       |                       | |
| mai 1945       | mars 1959                 | Louis Loeffler     | PCF                   | Mécanicien |
| mars 1959      | mars 1989                 | Paul Kauss         | UNR puis UDR puis RPR | Expert-comptable Sénateur du Bas-Rhin (1977 → 1991) Conseiller général de Bischwiller (1964 → 1991)                       |
| mars 1989      | septembre 2006 (décès)    | Jean-Luc Hirtler   | RPR puis DVD          | Cadre bancaire Président de la CC de Bischwiller et environs (? → 2006) Suppléant du député Bernard Schreiner (2002-2006) |
| septembre 2006 | mars 2007 (décès)         | Robert Lieb        | UMP                   | Représentant commercial retraité                                                                                          |
| mars 2007      | mars 2014                 | Nicole Thomas      | UMP                   | Enseignante Conseillère régionale d'Alsace (2010 → 2015)                                                                  |
| mars 2014      | En cours (au 31 mai 2020) | Jean-Lucien Netzer | MoDem                 | Professeur agrégé Réélu pour le mandat 2020-2026                                                                          |

### Budget
| Évolution des charges de fonctionnement (en milliers d’€) | Évolution des emplois d'investissement (en milliers d’€) : |

| Évolution de l'endettement (en milliers d’€) : |

### Jumelages
| Ville | Ville    | Pays | Pays      |
| ----- | -------- | ---- | --------- |
|       | Hornberg |      | Allemagne |
|       | Zgierz   |      | Pologne   |

Bischwiller est jumelée avec la ville allemande de Hornberg (Bade-Wurtemberg) depuis le 13 septembre 1997 et avec la ville polonaise de Zgierz (Voïvodie de Łódź) depuis le 1er mai 2019.
Elle entretient aussi des liens avec la commune normande d'Elbeuf (Seine-Maritime).

## Population et société

### Démographie

#### Évolution démographique
L'évolution du nombre d'habitants est connue à travers les recensements de la population effectués dans la commune depuis 1793. Pour les communes de plus de 10 000 habitants les recensements ont lieu chaque année à la suite d'une enquête par sondage auprès d'un échantillon d'adresses représentant 8 % de leurs logements, contrairement aux autres communes qui ont un recensement réel tous les cinq ans,.

En 2022, la commune comptait 12 211 habitants, en évolution de −2,79 % par rapport à 2016 (Bas-Rhin : +3,17 %, France hors Mayotte : +2,11 %).
| 1793  | 1800  | 1806  | 1821  | 1831  | 1836  | 1841  | 1846  | 1851  |
| ----- | ----- | ----- | ----- | ----- | ----- | ----- | ----- | ----- |
| 3 250 | 3 449 | 3 902 | 4 806 | 5 927 | 5 854 | 5 721 | 6 260 | 6 642 |

| 1856  | 1861  | 1866  | 1871  | 1875  | 1880  | 1885  | 1890  | 1895  |
| ----- | ----- | ----- | ----- | ----- | ----- | ----- | ----- | ----- |
| 7 676 | 8 780 | 9 911 | 9 220 | 7 102 | 6 827 | 6 815 | 7 014 | 7 304 |

| 1900  | 1905  | 1910  | 1921  | 1926  | 1931  | 1936  | 1946  | 1954  |
| ----- | ----- | ----- | ----- | ----- | ----- | ----- | ----- | ----- |
| 7 897 | 8 279 | 8 149 | 7 210 | 8 142 | 8 059 | 8 248 | 7 581 | 7 843 |

| 1962  | 1968  | 1975  | 1982   | 1990   | 1999   | 2006   | 2011   | 2016   |
| ----- | ----- | ----- | ------ | ------ | ------ | ------ | ------ | ------ |
| 8 198 | 8 780 | 9 653 | 10 612 | 10 969 | 11 596 | 12 830 | 12 598 | 12 561 |

| 2021   | 2022   | - | - | - | - | - | - | - |
| ------ | ------ | - | - | - | - | - | - | - |
| 12 435 | 12 211 | - | - | - | - | - | - | - |

#### Pyramide des âges
La population de la commune est comparable à celle du département. En 2018, le taux de personnes d'un âge inférieur à 30 ans s'élève à 36,4 %, soit un taux légèrement supérieur à la moyenne départementale (35,9 %). Le taux de personnes d'un âge supérieur à 60 ans (24,5 %) est identique au taux départemental (24,5 %).
En 2018, la commune comptait 5 995 hommes pour 6 620 femmes, soit un taux de 52,48 % de femmes, supérieur au taux départemental (51,36 %).
Les pyramides des âges de la commune et du département s'établissent comme suit :
| Hommes | Classe d’âge | Femmes |
| ------ | ------------ | ------ |
| 0,5    | 90 ou +      | 2,4    |
| 6,4    | 75-89 ans    | 10,0   |
| 15,7   | 60-74 ans    | 13,8   |
| 21,2   | 45-59 ans    | 19,7   |
| 18,8   | 30-44 ans    | 18,5   |
| 18,1   | 15-29 ans    | 17,2   |
| 19,3   | 0-14 ans     | 18,4   |

| Hommes | Classe d’âge | Femmes |
| ------ | ------------ | ------ |
| 0,6    | 90 ou +      | 1,6    |
| 6,6    | 75-89 ans    | 8,7    |
| 16,2   | 60-74 ans    | 16,7   |
| 20,7   | 45-59 ans    | 20     |
| 19     | 30-44 ans    | 18,8   |
| 19,5   | 15-29 ans    | 18,5   |
| 17,5   | 0-14 ans     | 15,7   |

### Enseignement
Bischwiller compte deux collèges, un lycée général et un lycée professionnel, tous trois situés en périphérie de la ville :
- Collège du Saut-du-Lièvre ;
- Collège André-Maurois[61] ;
- Lycée d'enseignement général et technologique André-Maurois[61] ;
- Lycée d'enseignement professionnel Philippe-Charles-Goulden.

## Culture locale et patrimoine

### Lieux et monuments

#### Patrimoine civil
- L'ancienne pharmacie de la cour princière fait l’objet d’une inscription au titre des monuments historiques depuis 1987[62].
- La Laub, ancienne maison commune et halles de marché (1665)

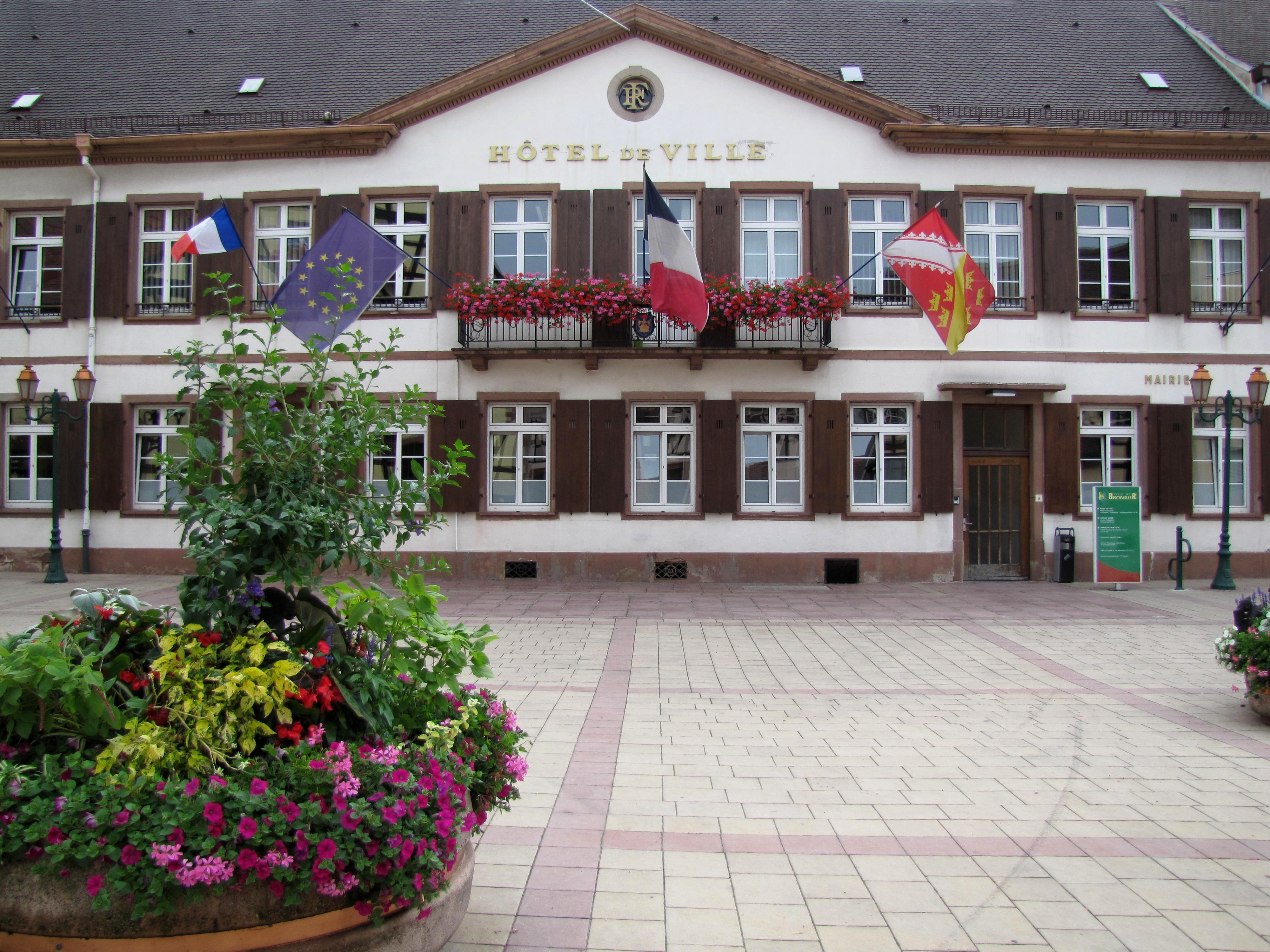
Hôtel de ville actuel, ancienne auberge "A la Rose" (XVIIe-XIXe).
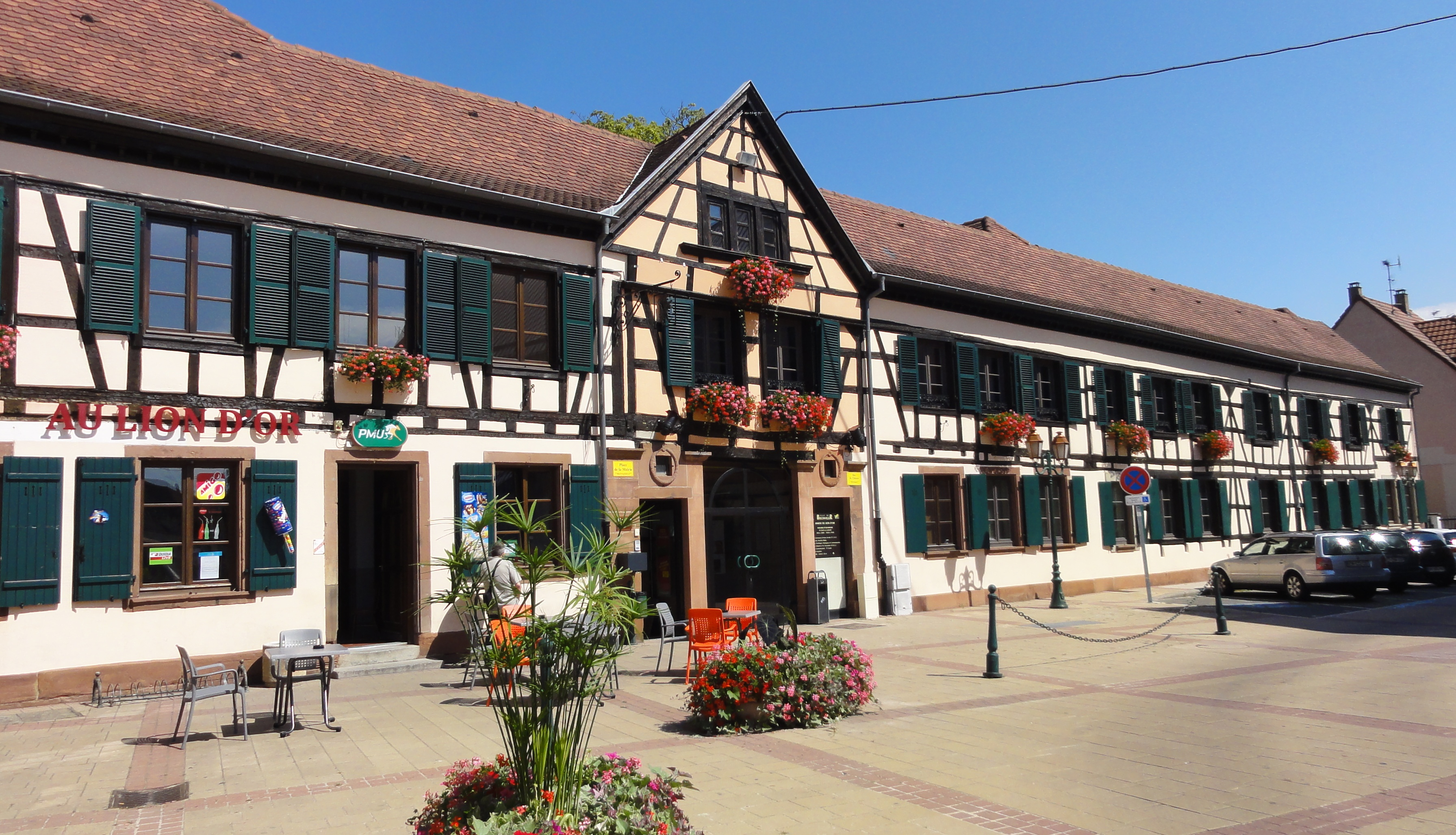
Ancienne auberge "Au Lion d'Or", aujourd'hui annexe de la mairie (XVIIe-XIXe), 1 rue du Château.
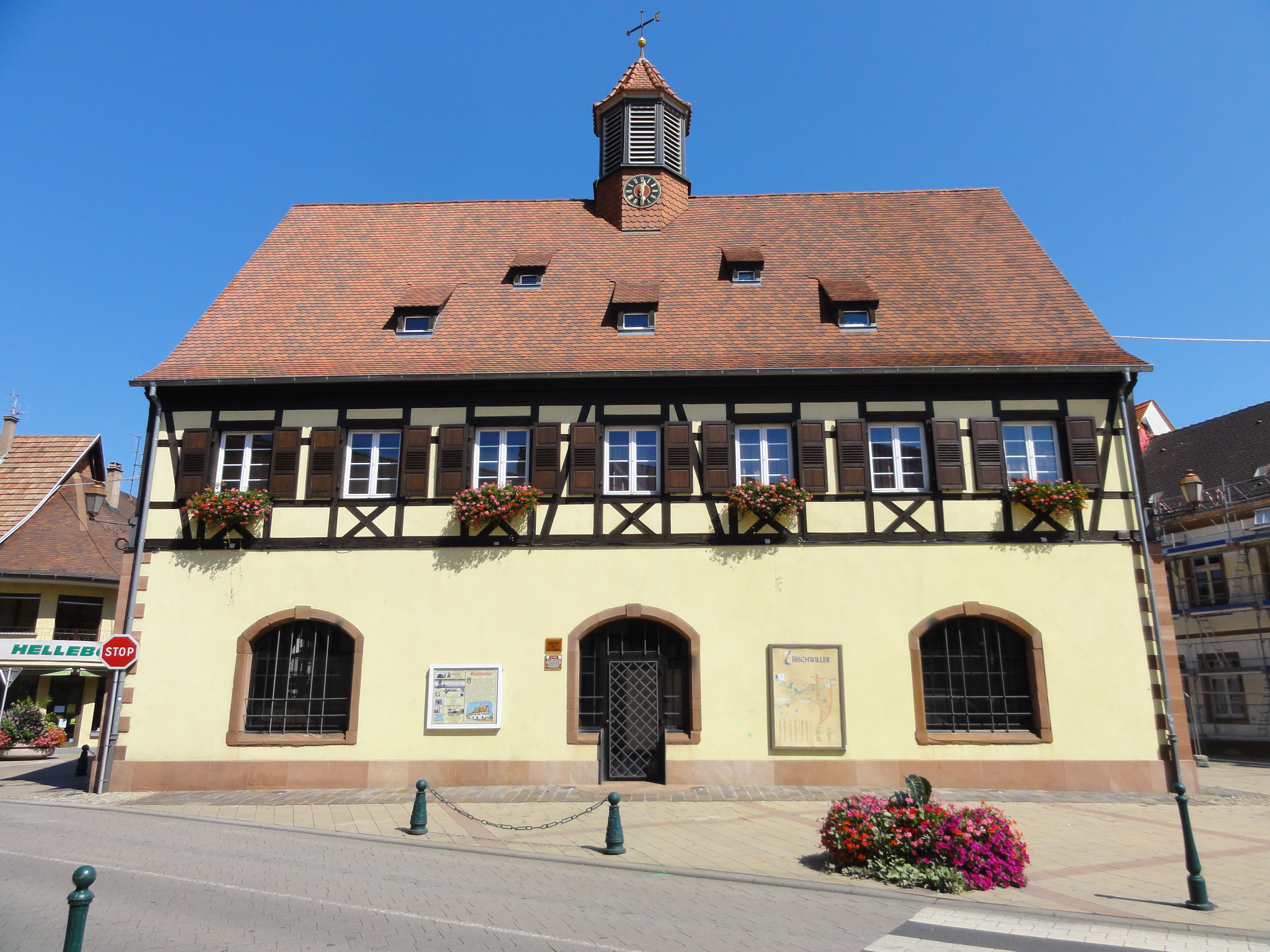
Ancienne mairie dite Laube (1665), place de la Mairie.
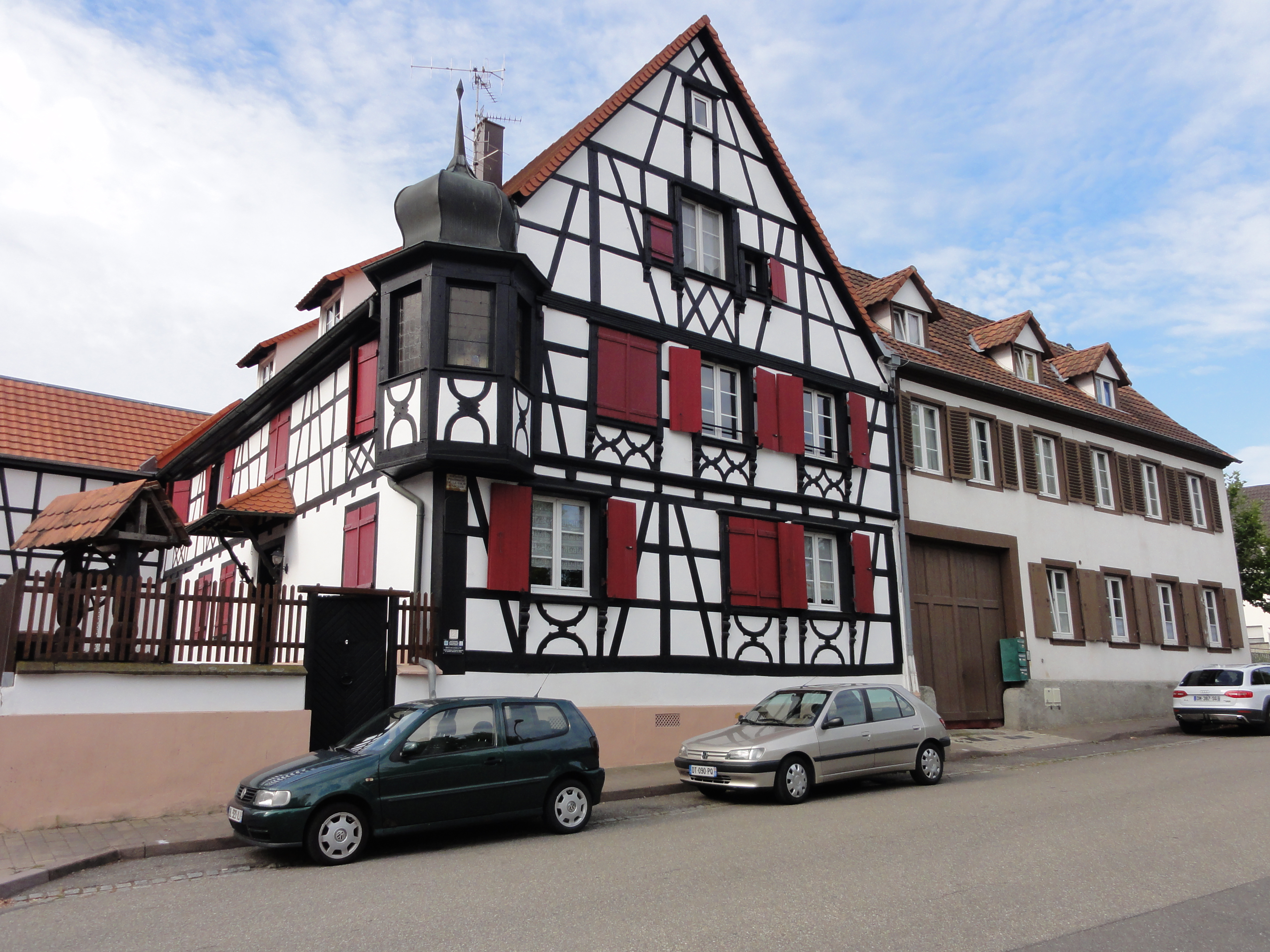
Ancienne pharmacie de la Cour Princière (1681).
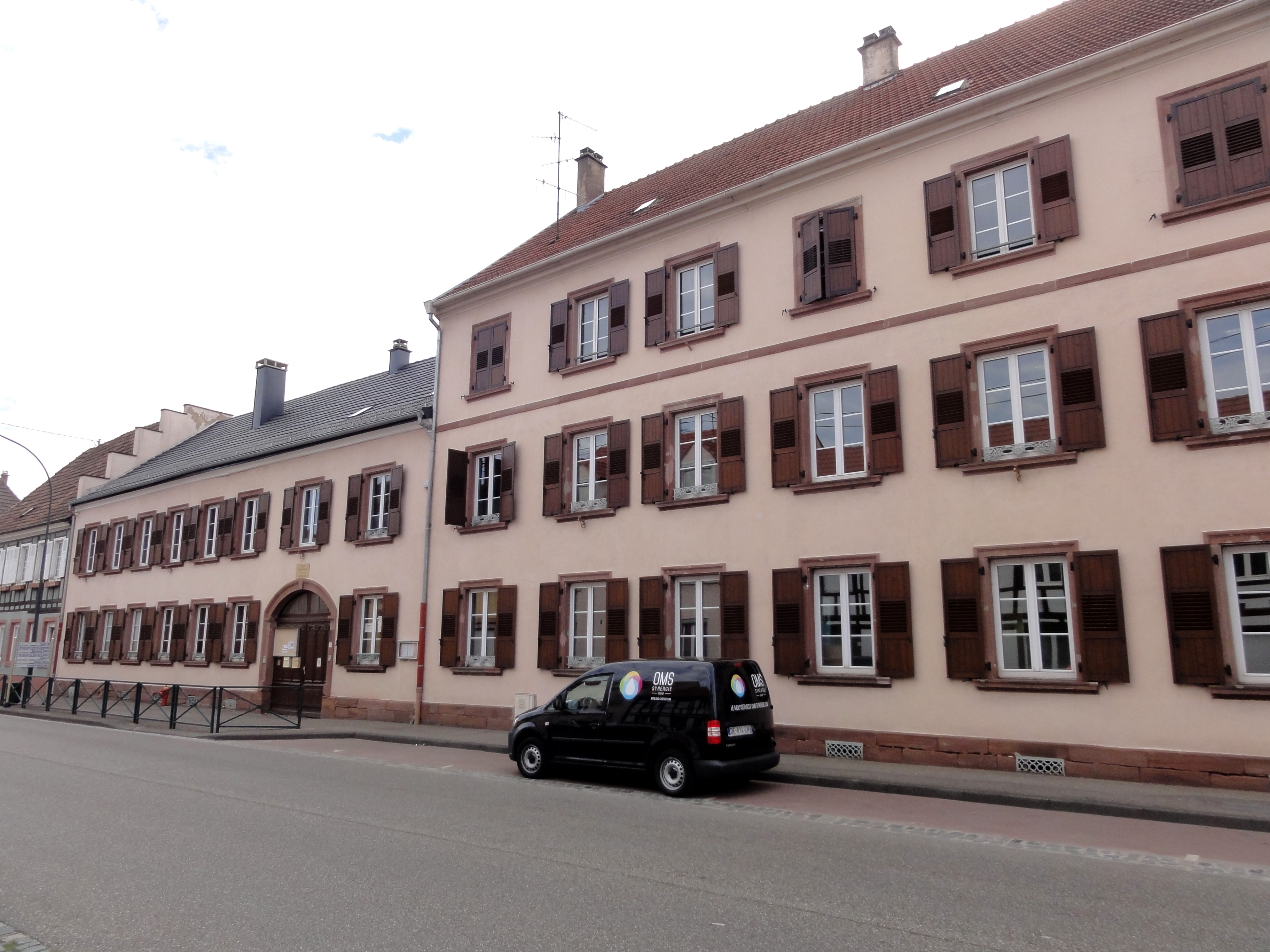
Ancienne usine textile, école (XIXe), 3 rue du Maréchal-Foch.
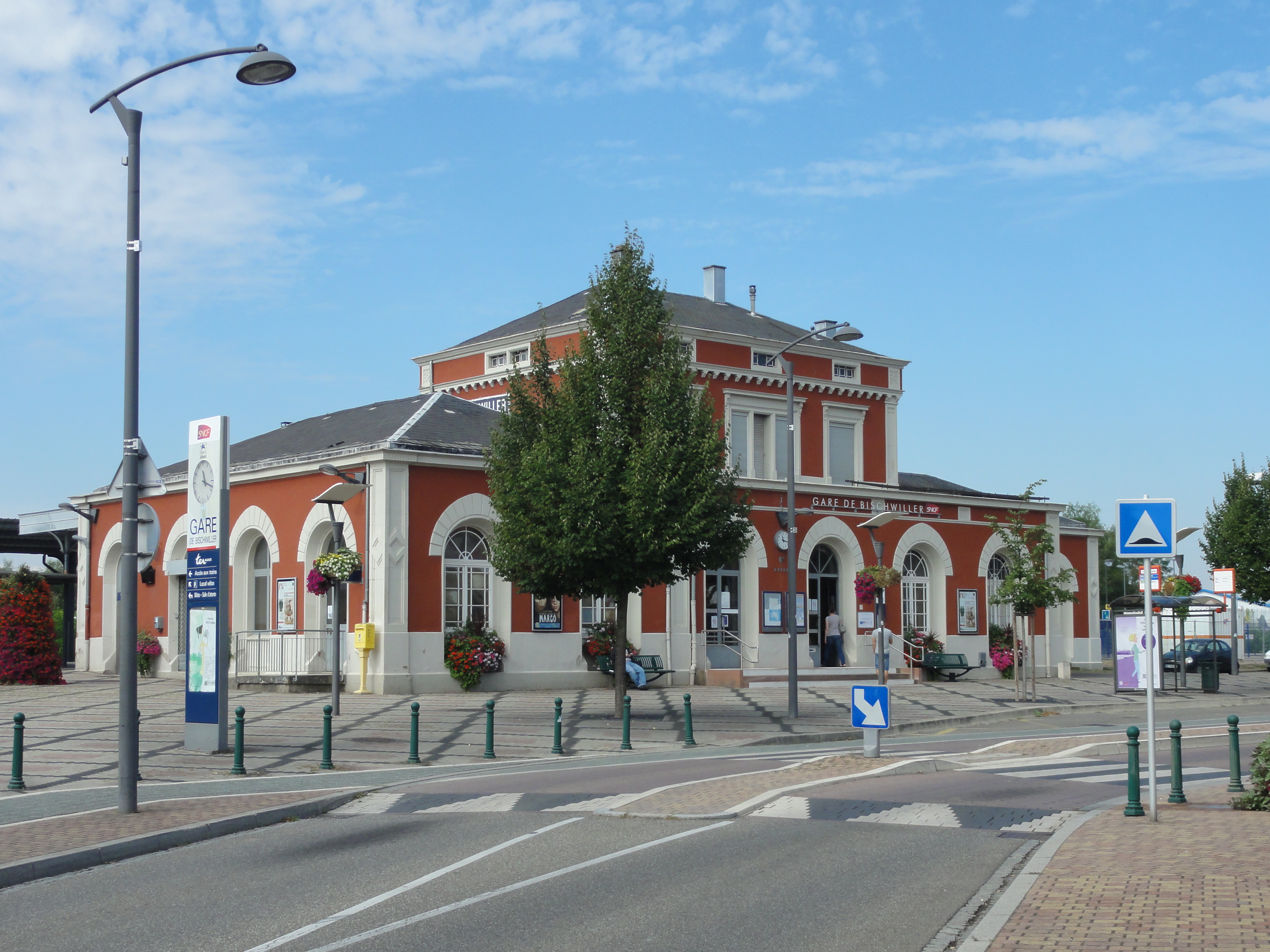
Gare (1888), 3 rue du Maréchal-Joffre.
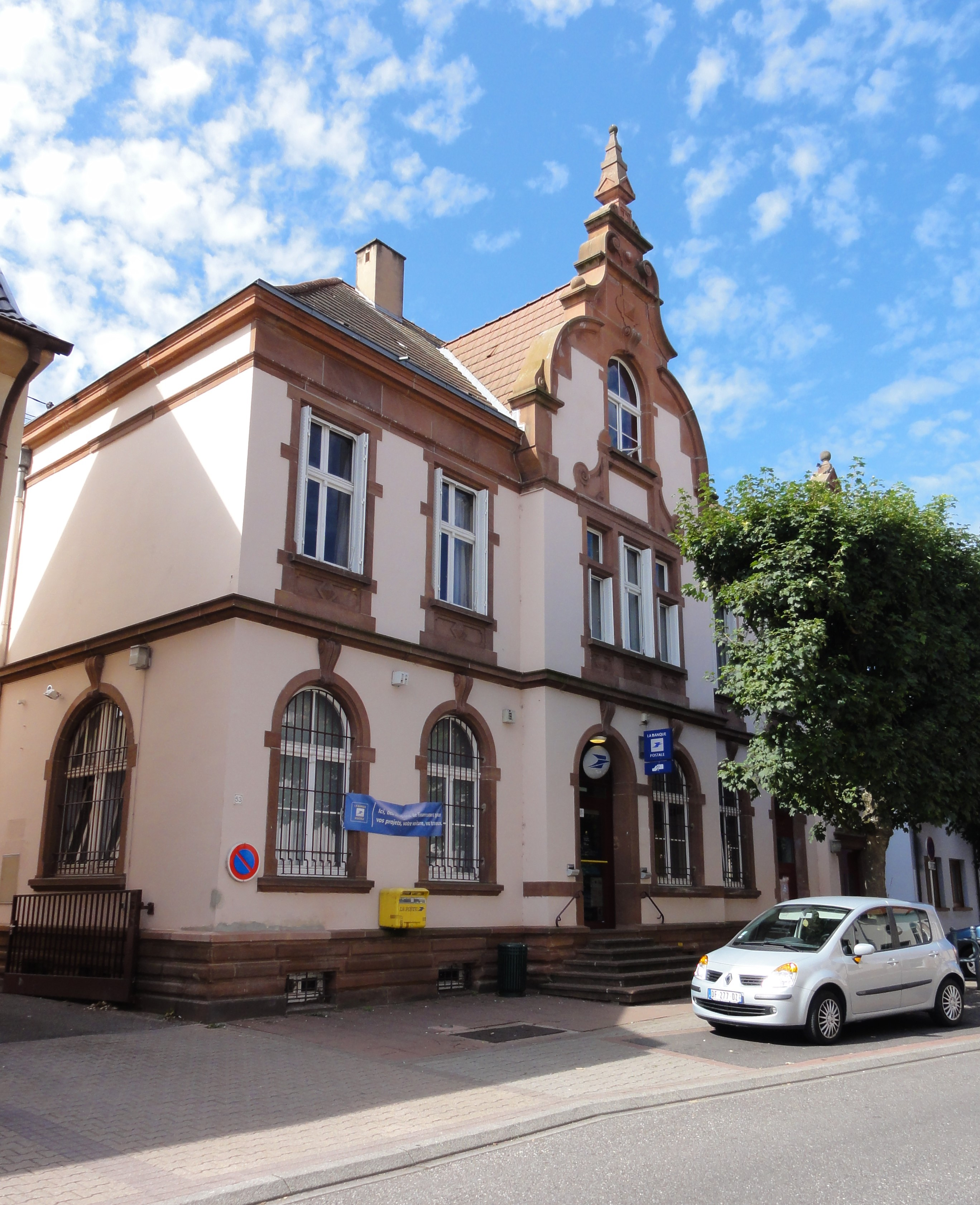
Poste (1897), 53 rue Georges-Clemenceau.
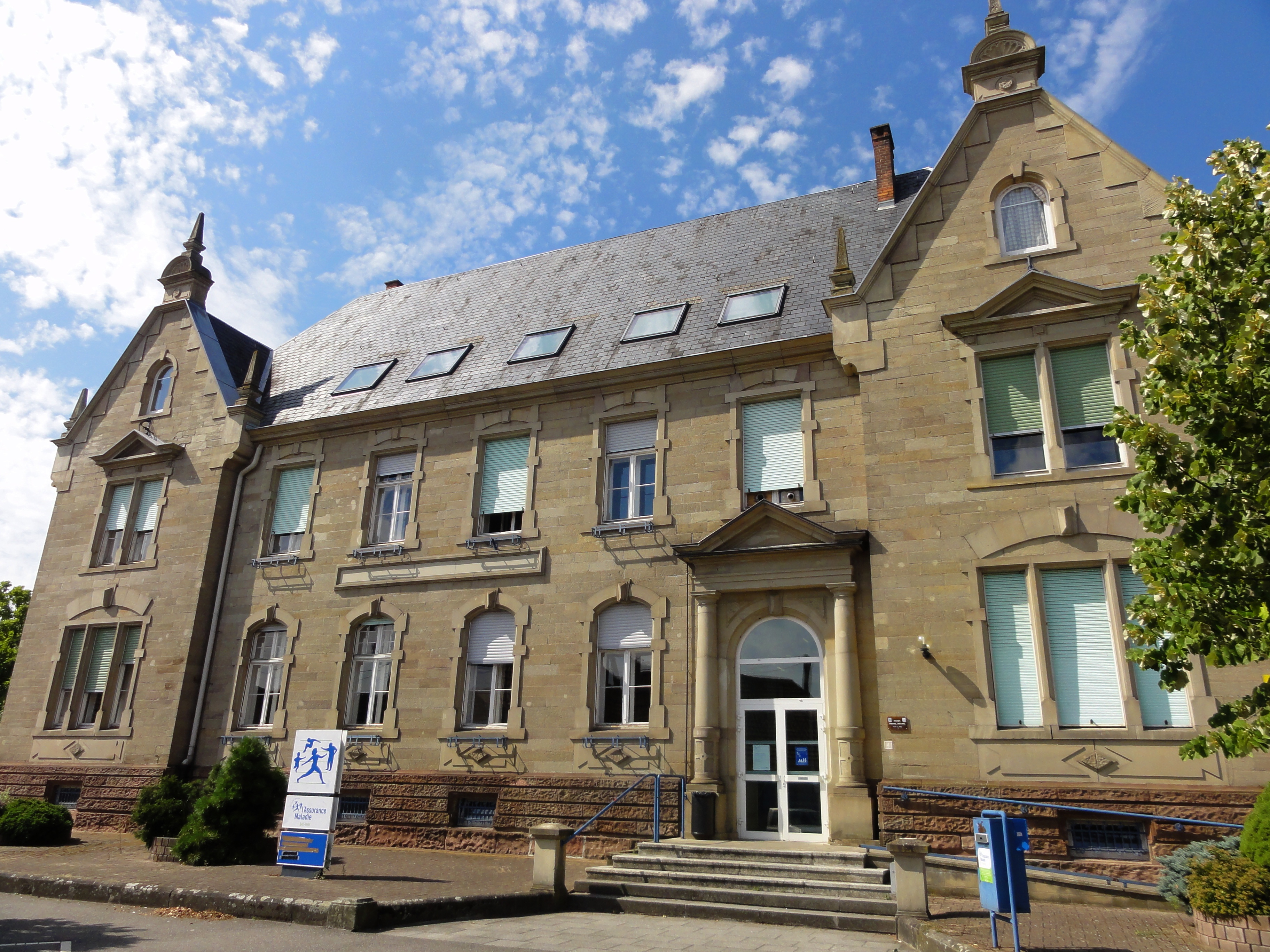
Ancien tribunal (1899), actuellement CAM, 4 rue du Houblon.
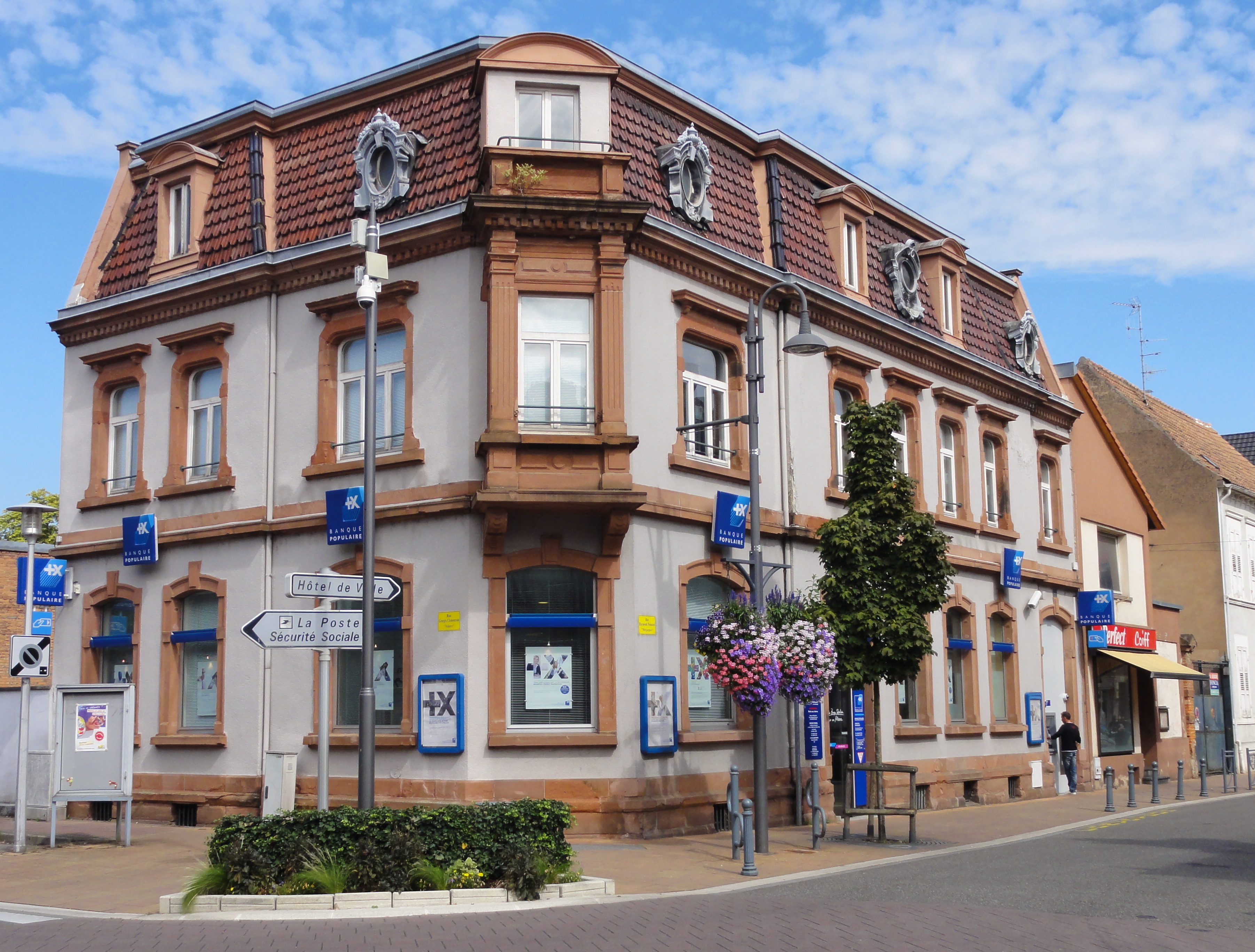
Banque (1900), 26-28 rue Raymond-Poincaré.
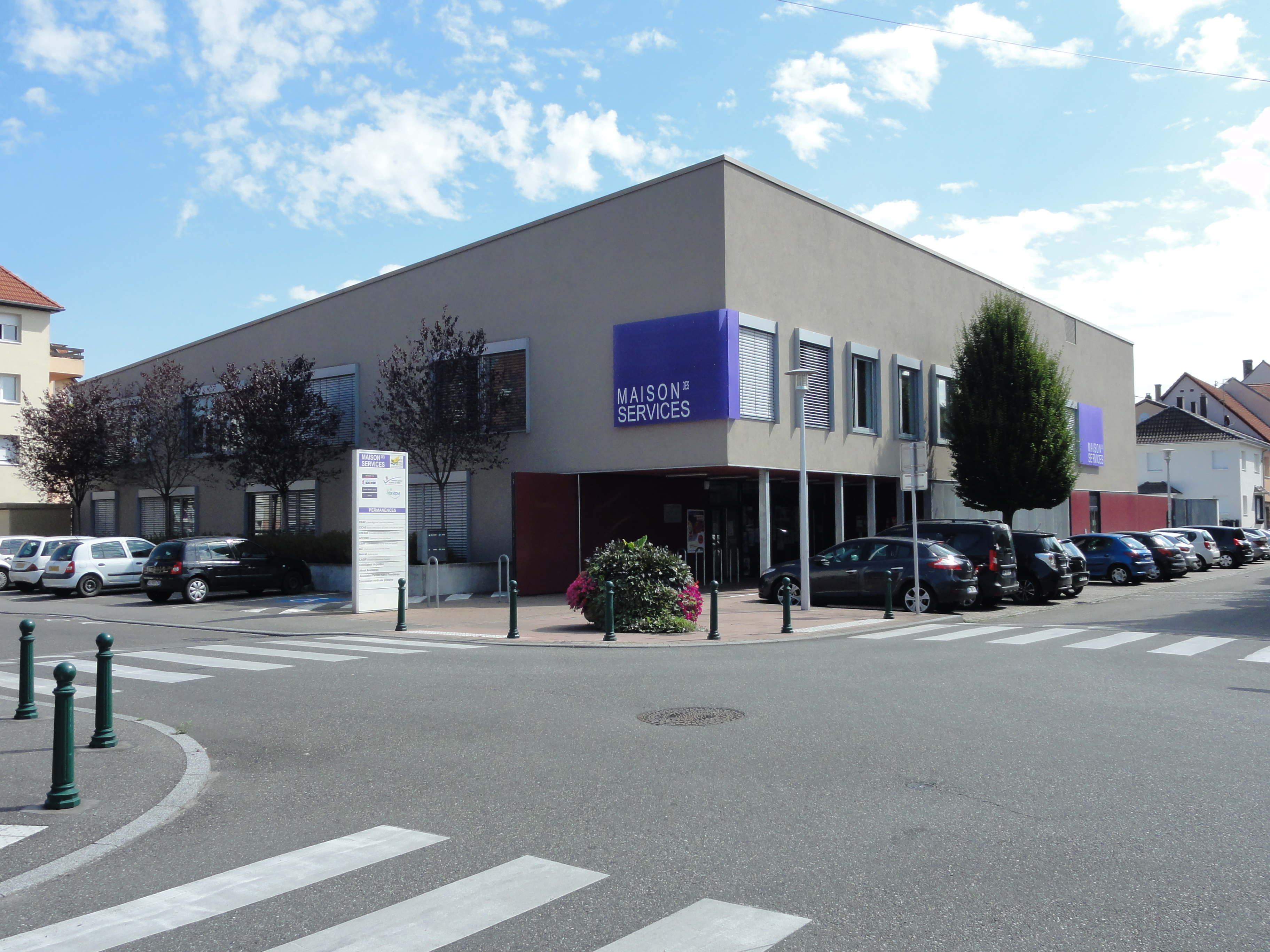
Maison des services, rue du Houblon.

- Quelques maisons remarquables :

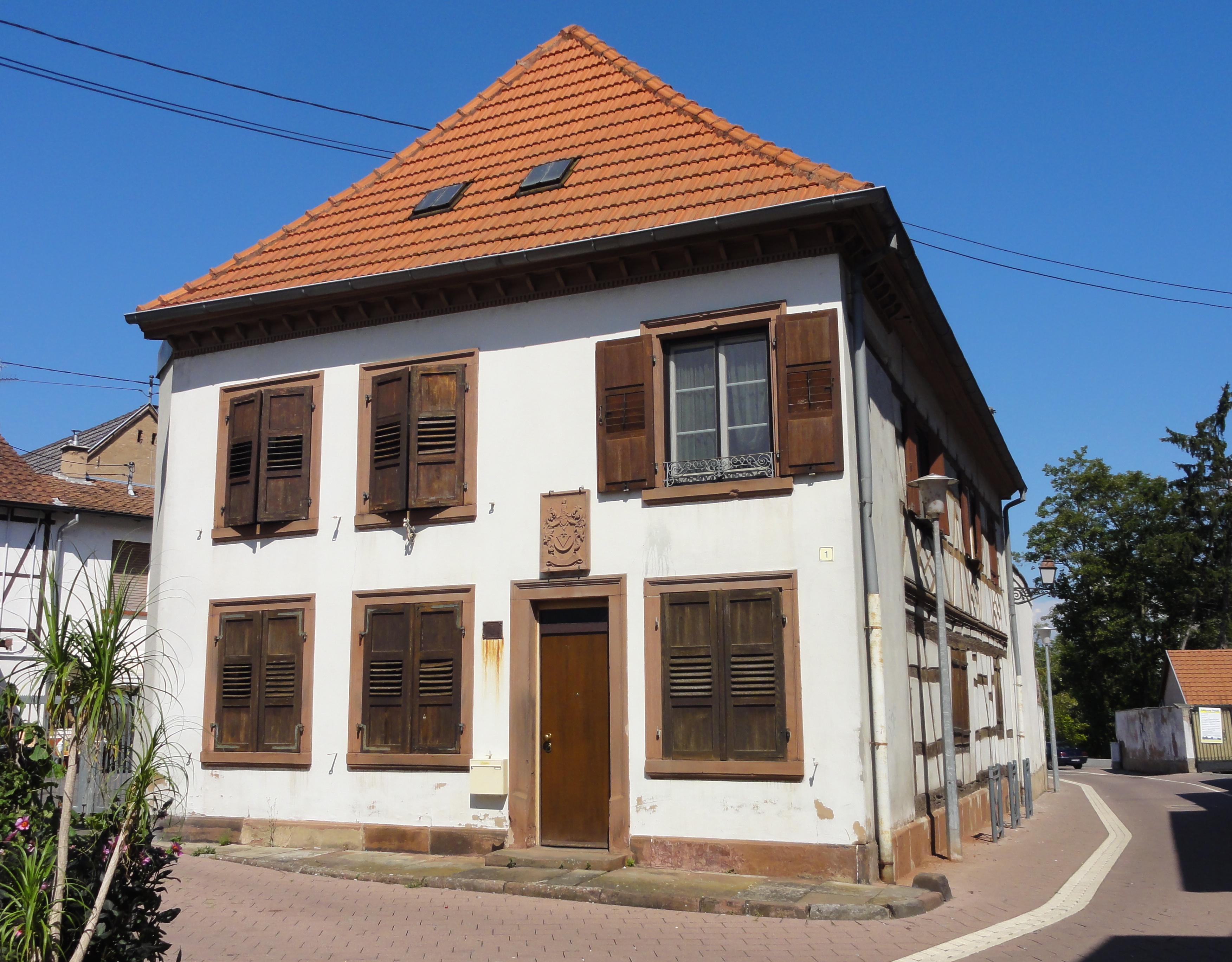
Maison (XVIIe-XVIIIe), 1 rue du Diaconat.
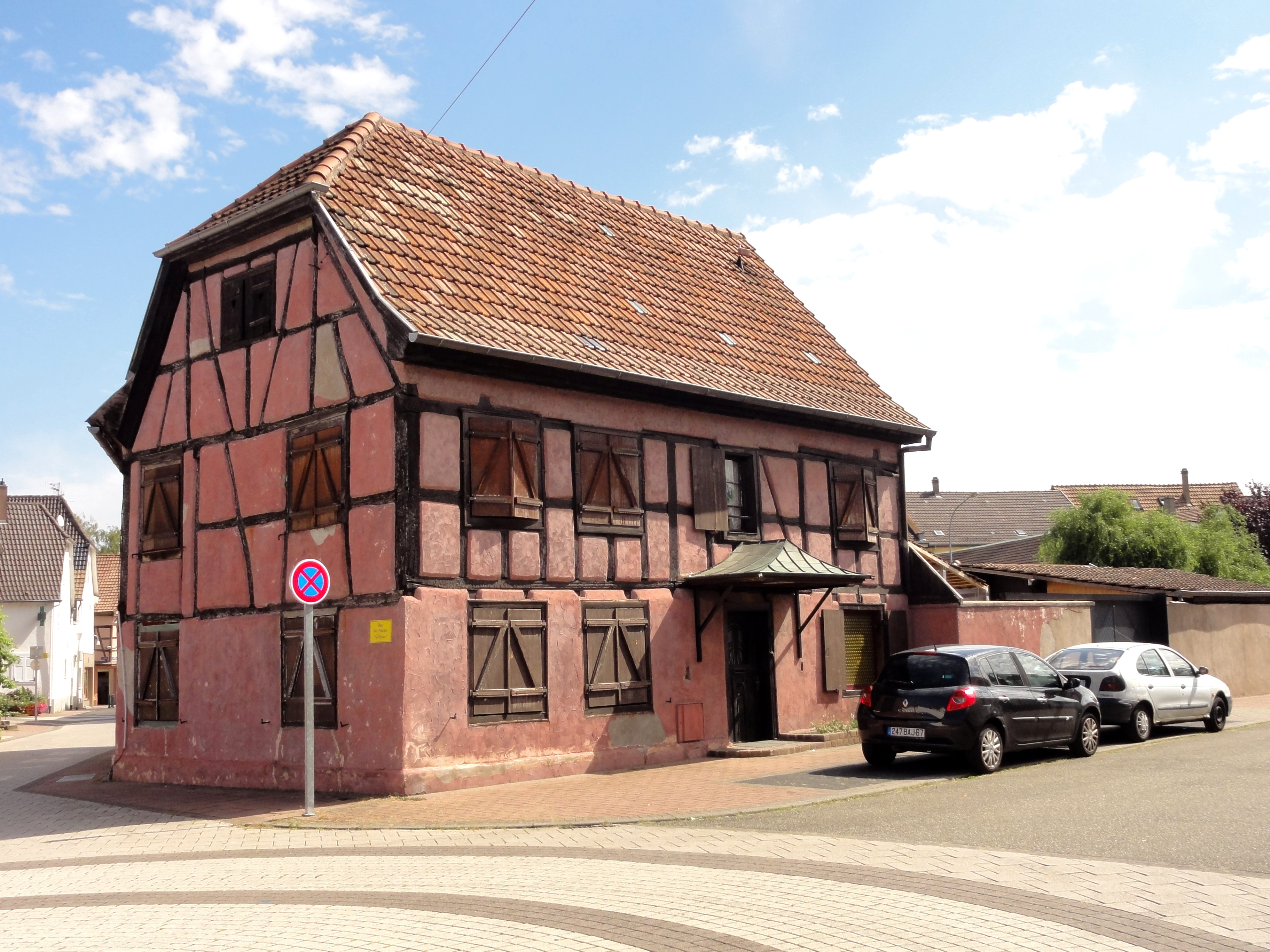
Maison (XVIIe-XVIIIe), 4 rue des Écoles.
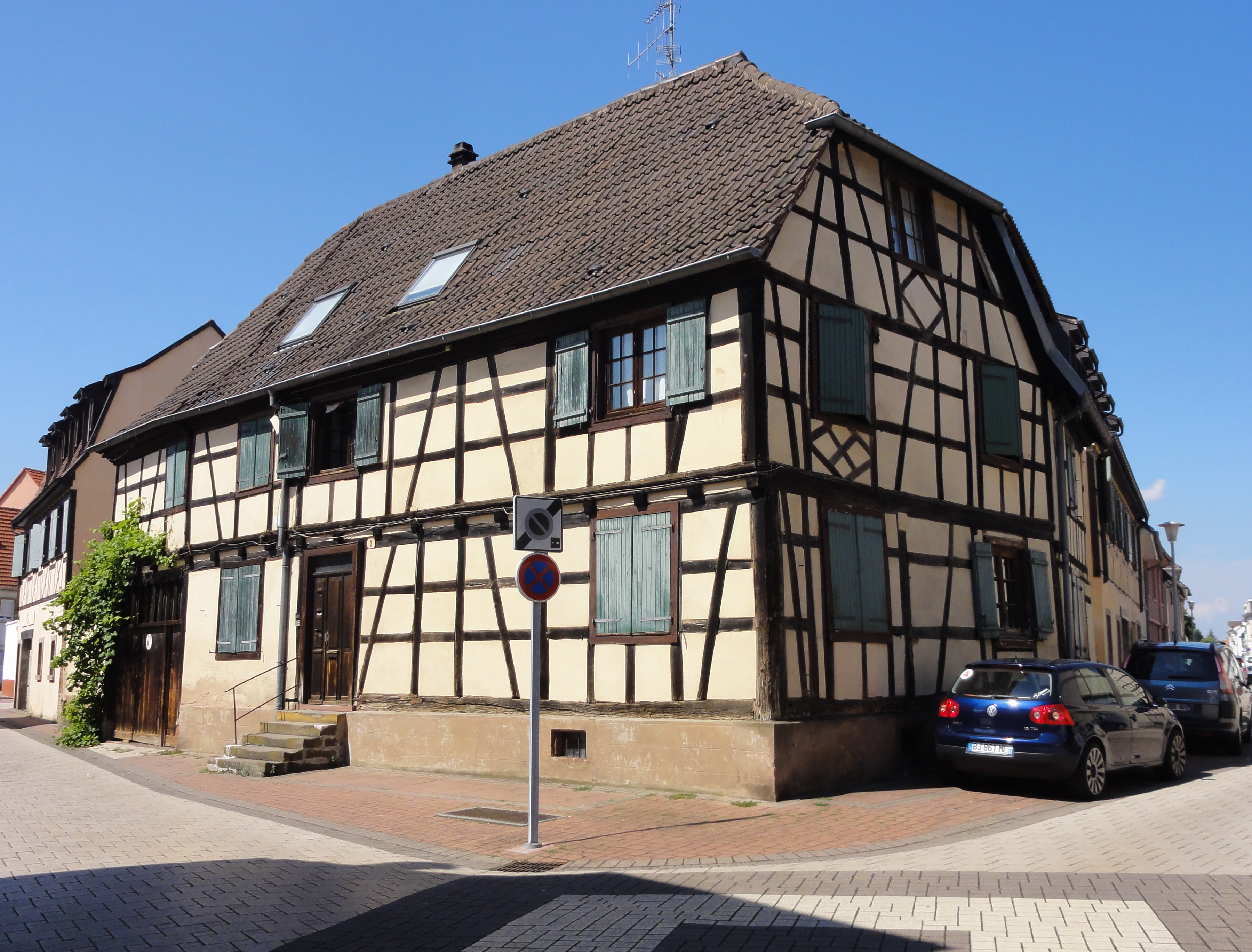
Maison (XVIIe-XVIIIe), 2 rue des Pompes.
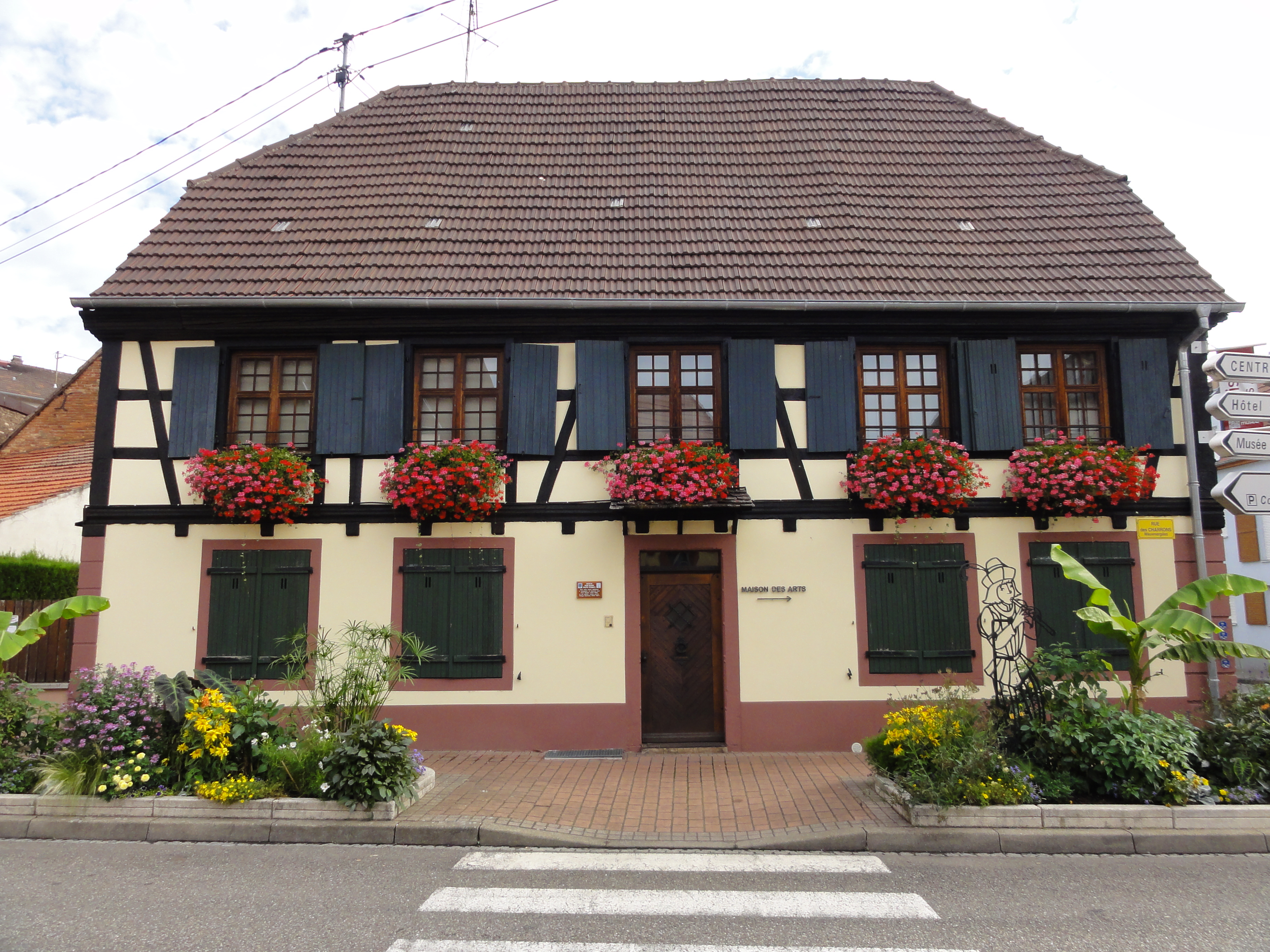
Maison de maréchal-ferrant (1657), 19 rue des Charrons.
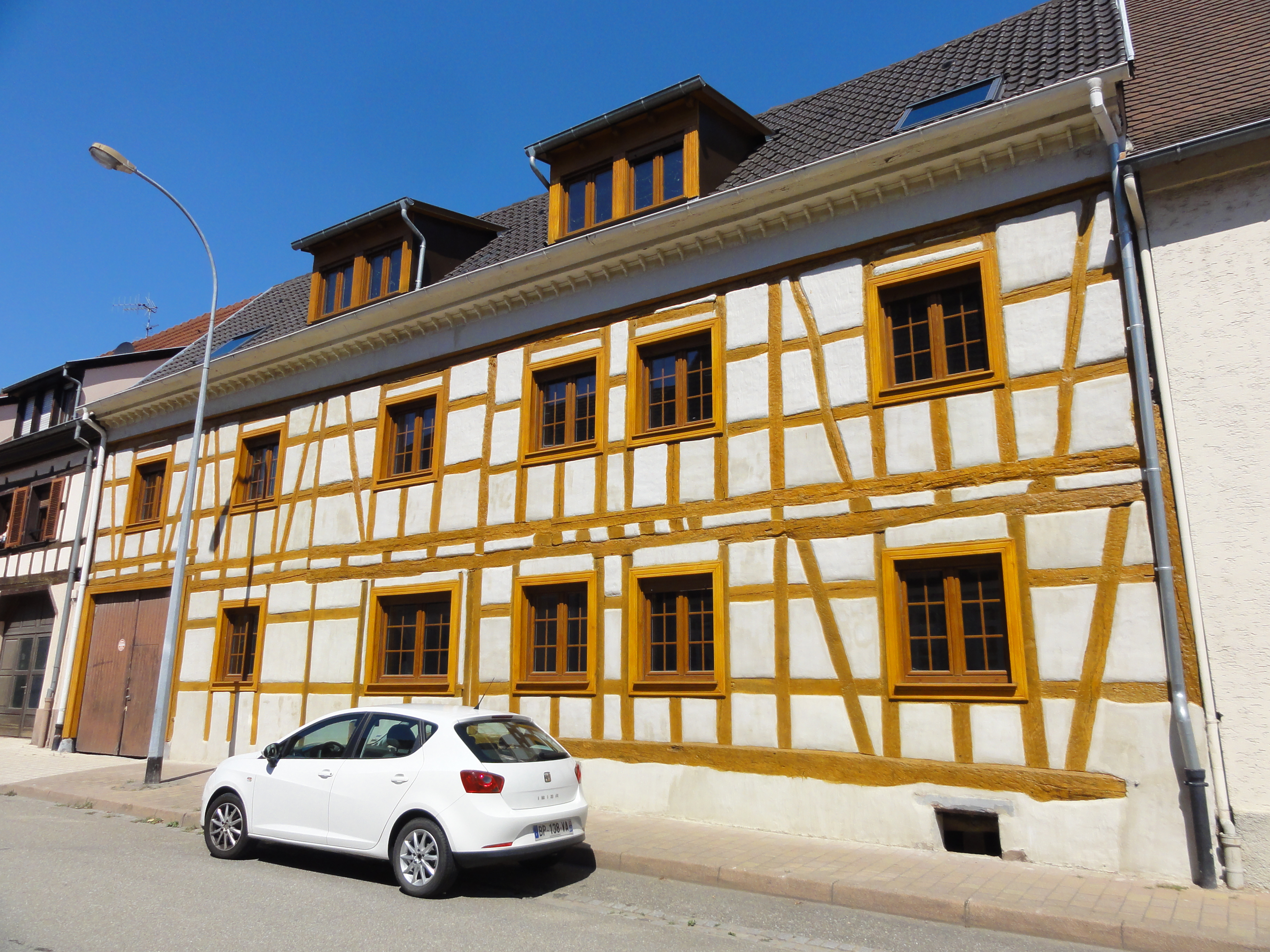
Maison (XVIIe), 7 rue du Château.
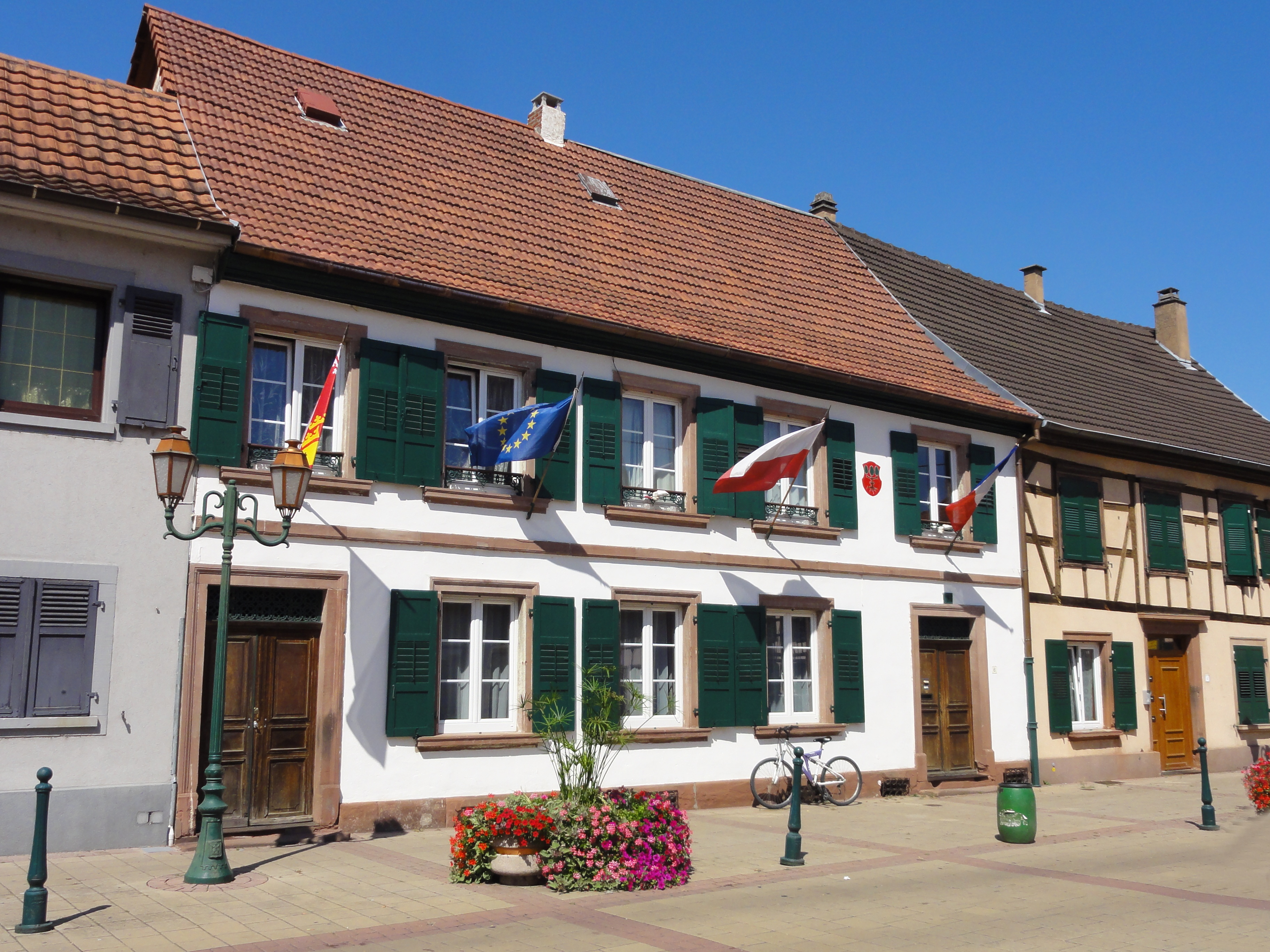
Maison (XIXe), 6, place de la Mairie.
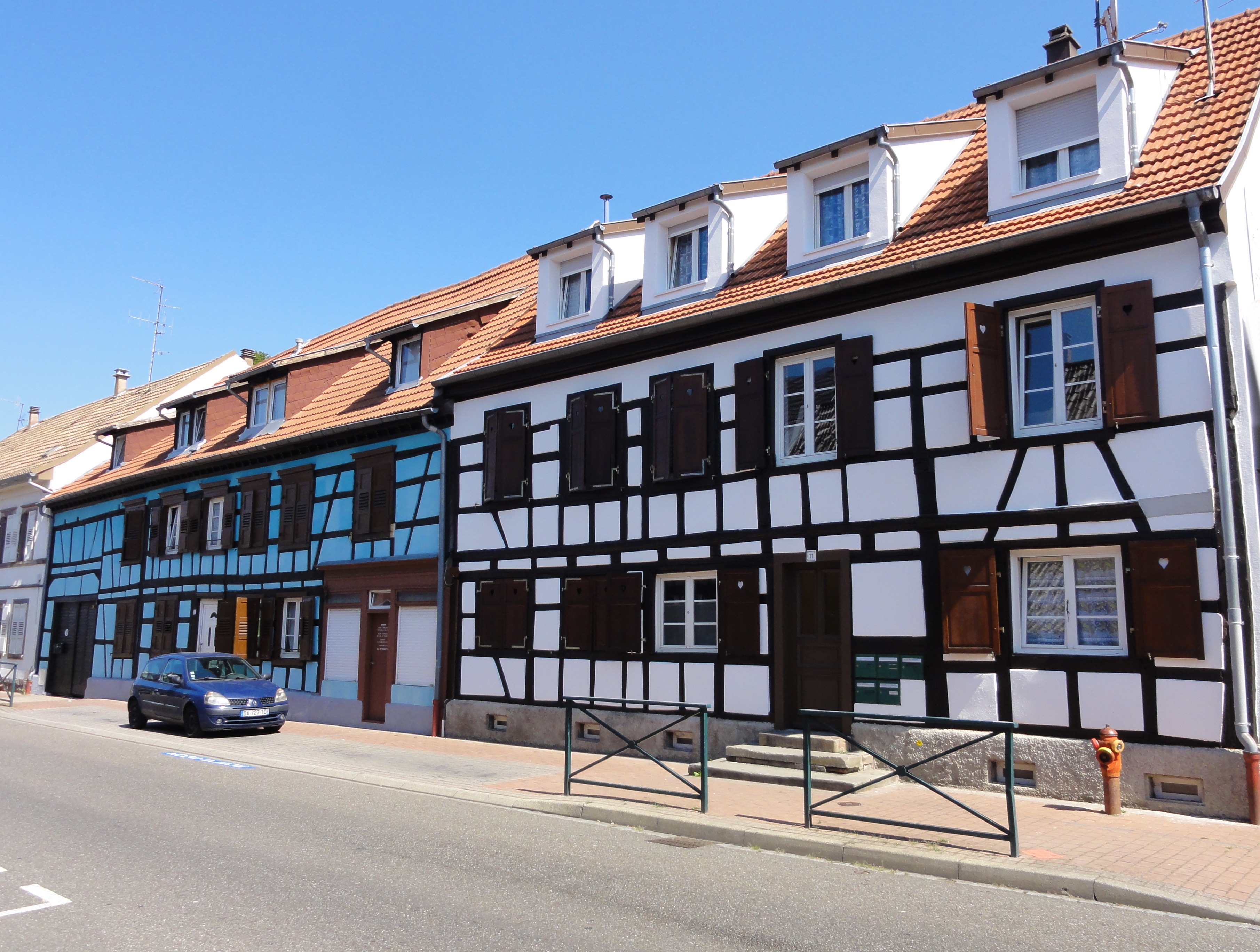
Maisons (XVIIIe), 9 et 11 rue des Charrons.
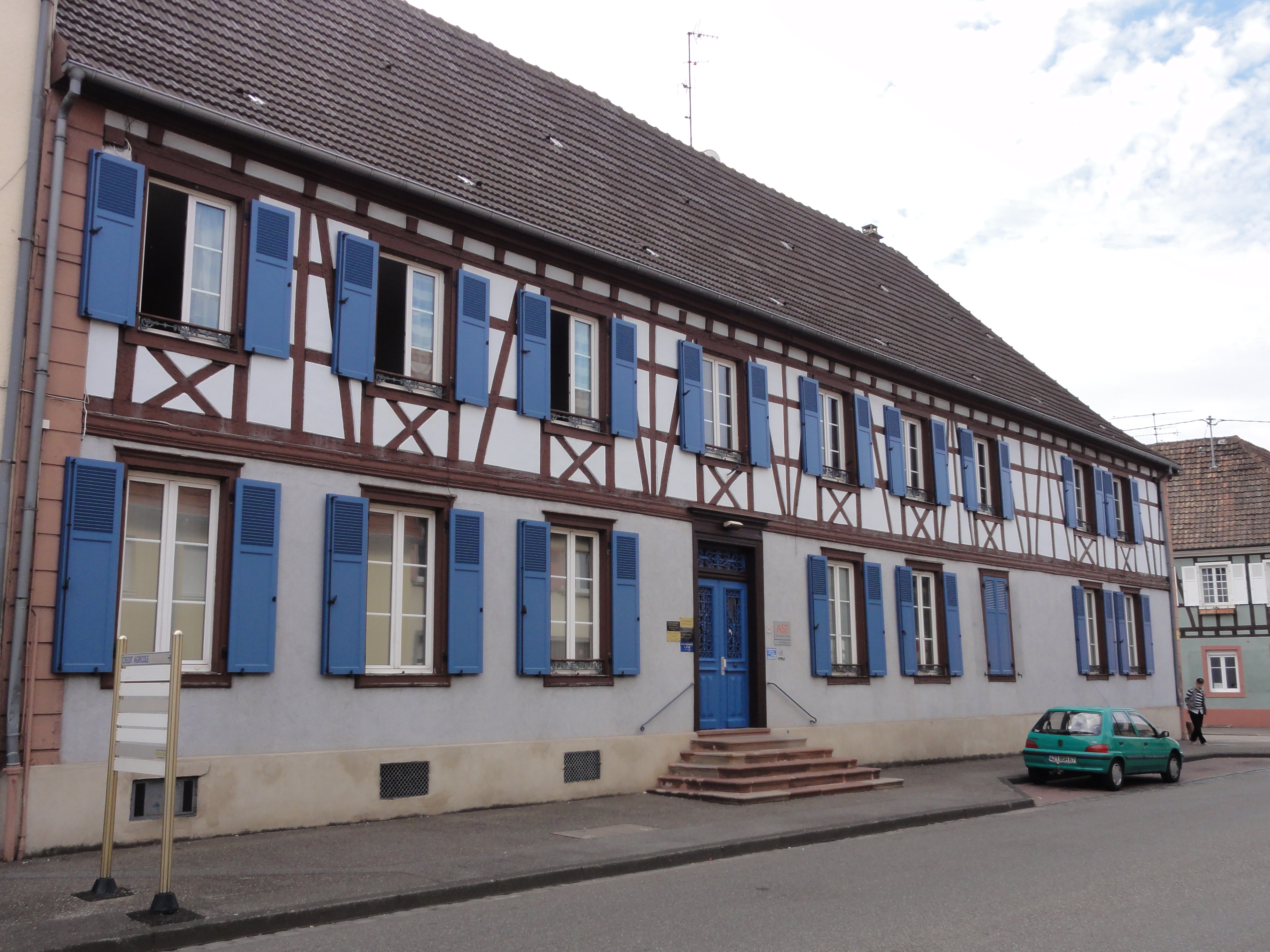
Maison (XVIIIe), 19 rue de la Couronne.
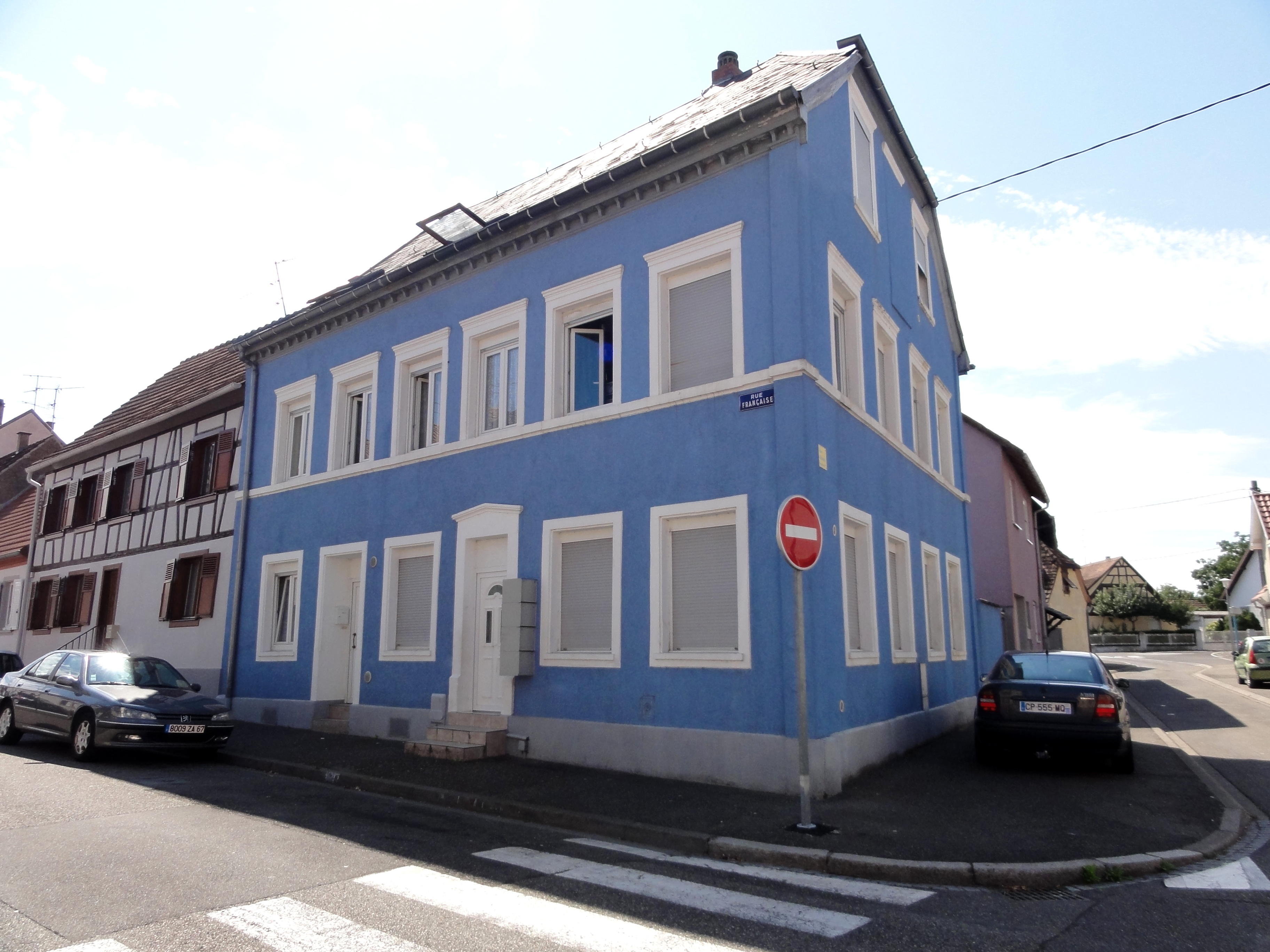
Maison de boulanger (1864), 39 rue Française.

#### Patrimoine religieux
- Église protestante construite vers 1300, diverses fois endommagée et modifiée en 1722 (orgue d'André Silbermann, 1724, reconstruit par Stiehr-Mockers en 1867 - classé Monument Historique).

- Église catholique néo-classique. L'église Saint-Augustin fut inaugurée le 28 août 1837 par le vicaire général du diocèse de Strasbourg Bruno François Léopold Liebermann, en présence de tous les notables du canton, sous le curé Joseph Voltz.

- Église simultanée de Hanhoffen[63]. (Hanhoffen est le nom d'un quartier de Bischwiller, un ancien hameau rattaché administrativement dès l'Ancien-Régime).

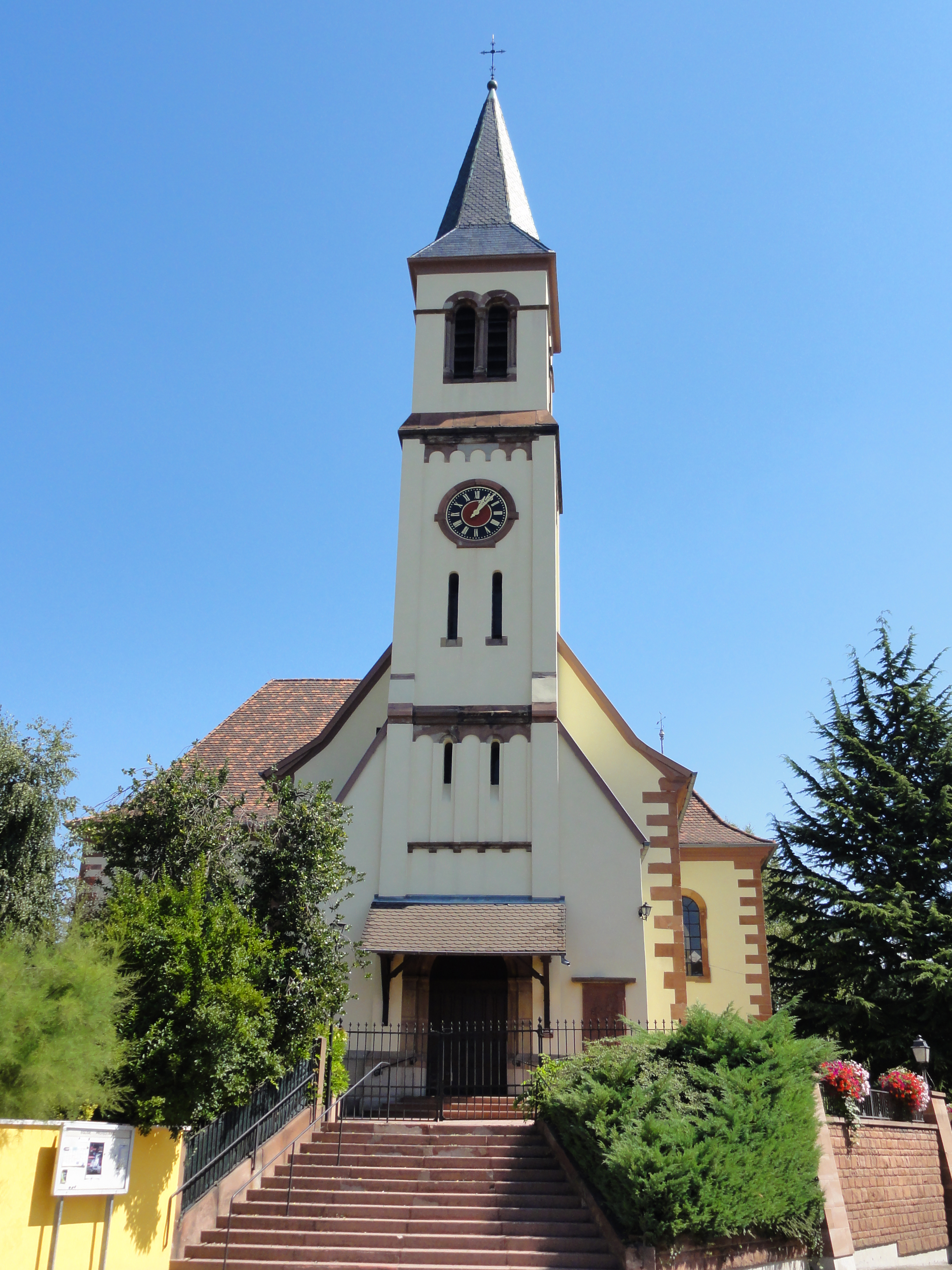
Église protestante de Bischwiller.
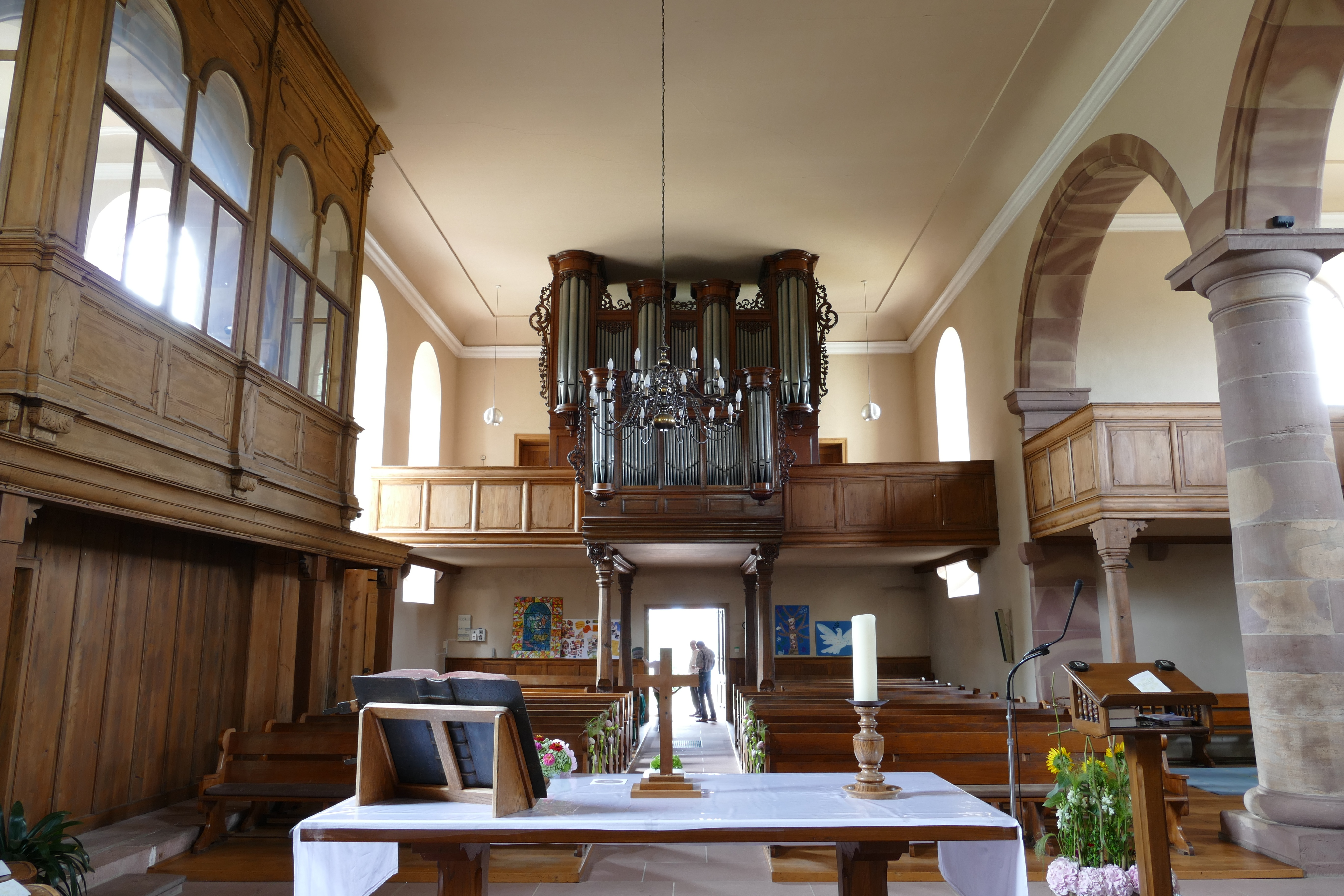
Intérieur de l'église protestante.
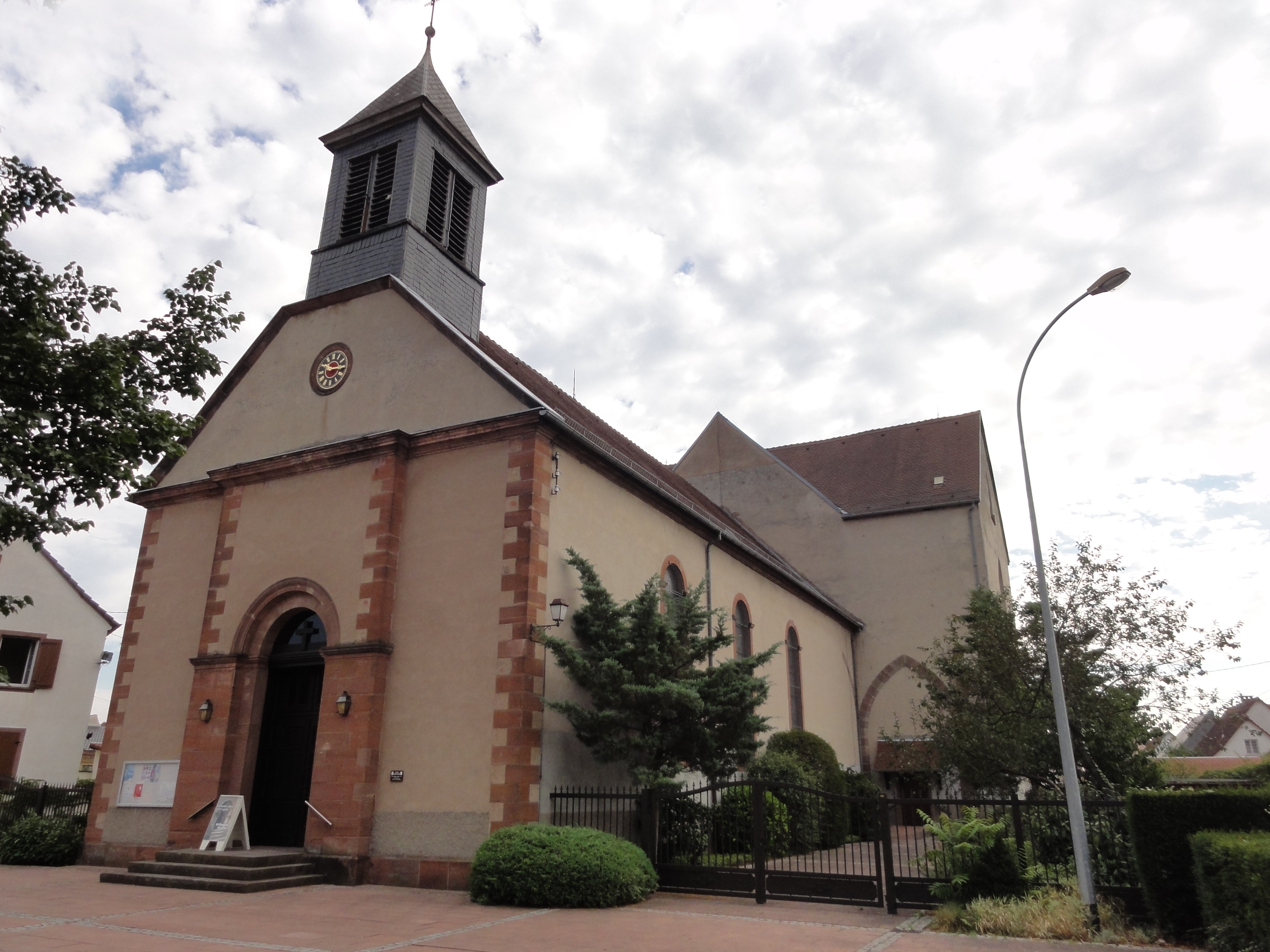
Église Saint-Augustin de Bischwiller.
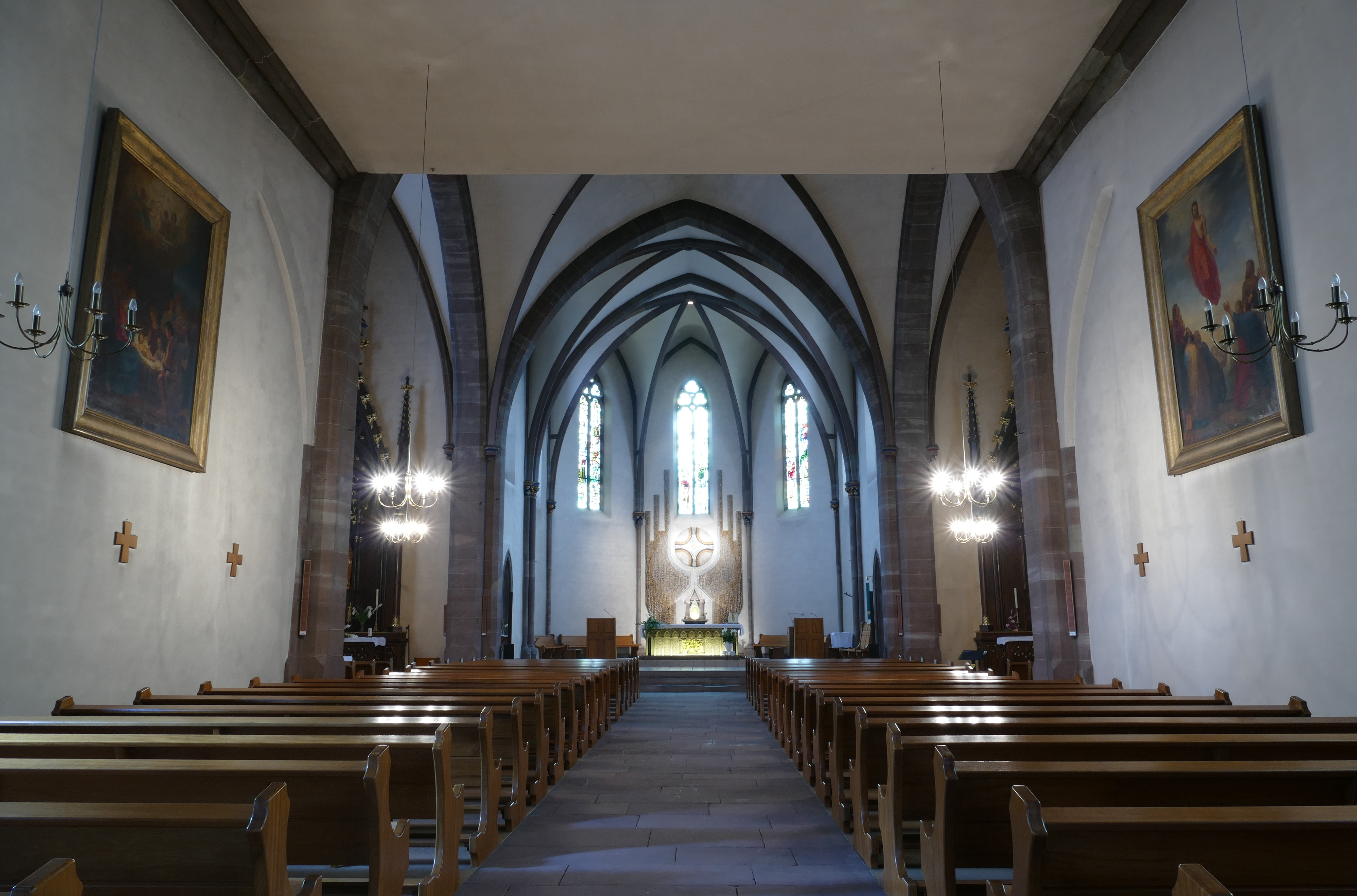
Intérieur de l'église catholique.
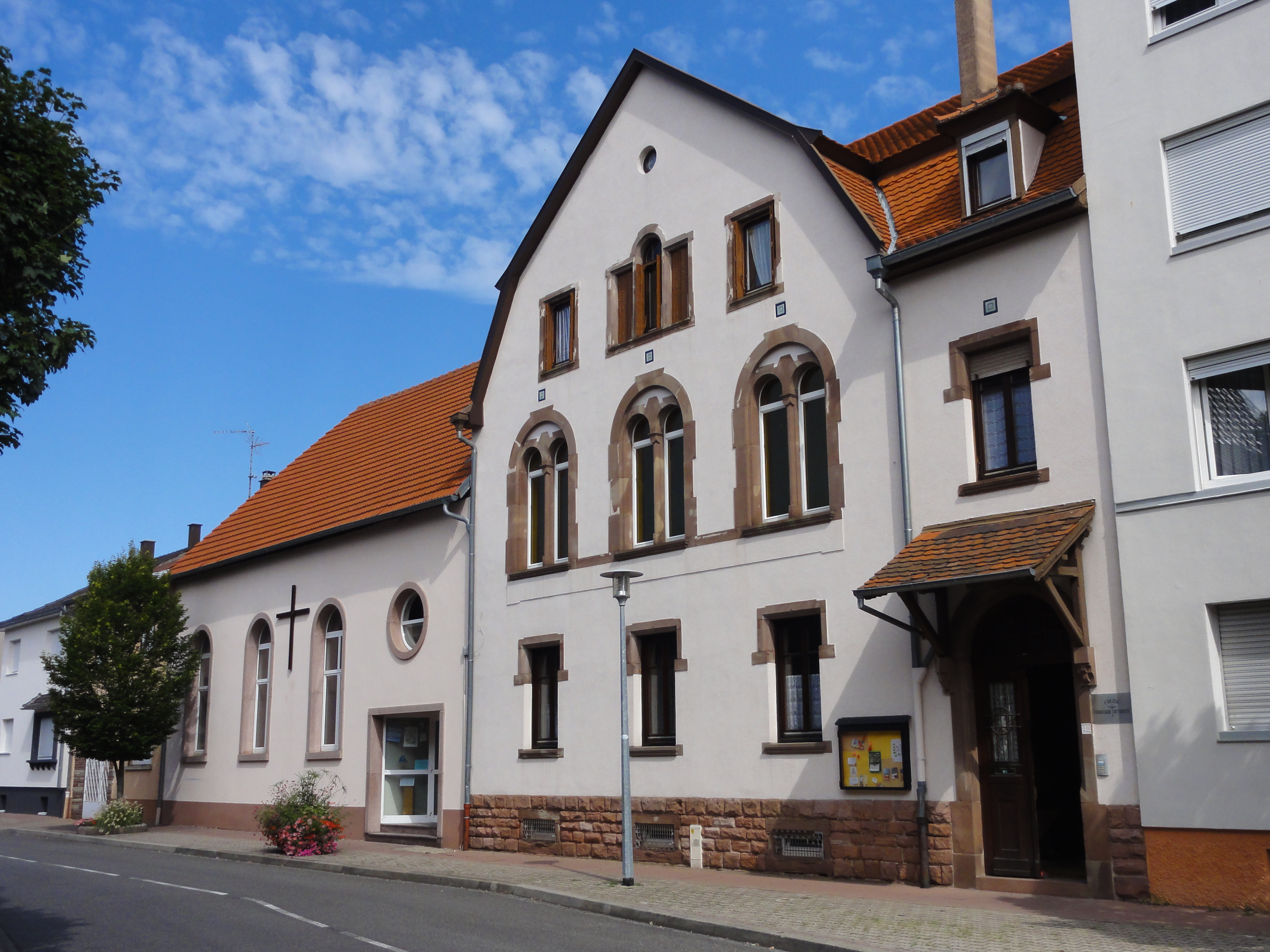
Église évangélique méthodiste, 42 rue Georges-Clemenceau.

### Équipements et évènement culturels
- Le centre culturel Claude-Vigée ou « 3CV » inauguré en 2000[64] où se trouvent :
  - une médiathèque[65] intercommunale[66] créée en 1995[67] : 900 m2 avec livres, CD, DVD, ressources numériques, bénéficiant de services de la Bibliothèque départementale du Bas-Rhin[68] ;
  - une salle d'archives municipales[69] ;
  - une salle de cinéma-spectacles de 220 places gérée par la Maison des Associations et de la Culture ;
  - à l'étage : neuf salles de classe équipées, locaux principaux de l'école municipale de musique créée en 1991[70] ;
- La Maison des Associations et de la Culture (MAC) Robert-Lieb, salle modulable accueillant divers spectacles, concerts et autres manifestations[71] ;
- Musée de la Laub : histoire de l'industrie textile et la vie locale ;
- Maison des Arts : musée des beaux-arts ;
- Festival Vibration(s)[72].

### Personnalités liées à la commune
- Abraham Wenck, orfèvre strasbourgeois du XVIIIe siècle, est originaire de Bischwiller.
- Jean Frantz, homme politique né le 9 mai 1760 à Bischwiller (Alsace) et mort le 14 décembre 1818 à Strasbourg (Bas-Rhin).
- Jakob Gsell (1812-1871), négociant en textile et collectionneur d'art, né dans cette ville.
- Jean Daum, notaire et industriel du verre, est né à Bischwiller en 1852, où ses parents étaient tisserands.
- Henriette Grimm (1848-1914), plus connue sous le nom d'Henriette Gallé est l'épouse d'Émile Gallé, qu’elle épaule dans la conduite de l'entreprise, puis dirige après la mort de son mari.  Son père est pasteur à Bischwiller et elle y passe son enfance et sa jeunesse.
- Jean-Jacques Glassner, assyriologue, est né à Bischwiller en 1944.
- Christian Gutknecht et Maria Magdalena Grünholtz sont les ancêtres de Barack Obama, 44e président des États-Unis ; ils ont émigré vers les futurs États-Unis, à Germantown, en 1749[73]. Voir notamment Ancestry of Barack Obama .
- Charles Hauter, universitaire et théologien protestant, est né à Bischwiller en 1888.
- Emile Herzog, plus connu sous le pseudonyme d'André Maurois[74], aidera son père, Bischwillerois d'origine, à tenir sa draperie pendant dix ans à la fin de ses études de lettres, en 1900 environ.
- Ilse Jordan (1891-1988), femme de lettres de langue allemande, est née à Bischwiller.
- Jacob Kirchmann (1710-1792), né à Bischwiller, émigra à Londres et y devint le plus important facteur de clavecins d'Angleterre (nom anglicisé : Kirkman ou Kirck).
- Willy Lieb (1904-1978), né à Bischwiller, international français de football.
- Otto Meissner, homme politique allemand, est né à Bischwiller en 1880 où son père était fonctionnaire des Postes.
- Lucien Muller (le petit Kopa), footballeur, est né en 1934 à Bischwiller (où il débute en jeune amateur jusqu'à 19 ans).
- Gustave Oberthür, architecte à Strasbourg de la villa Marzolff à côté du lycée des Pontonniers en 1903, des magasins Goldschmidt de la place Kléber en 1906, de la Caisse des malades de la rue de Lausanne (1912) et de l'immeuble Gaz de Strasbourg 1932-1933)[75], né  à Bischwiller en 1872[76].
- Sylvie Reff est une écrivaine et poétesse, née à Bischwiller en 1946.
- Gaston Strauss grand-père de Dominique Strauss-Kahn.
- Andréas Thürmann (1591 Poméranie - 6 février 1672 Weitbruch) fut pasteur à Gries et Geudertheim 1627-1672. Il fut aussi diacre et maître d'école à Westhoffen 1622, prédicateur de la cour ducale à Bischwiller depuis 1660. Andréas Thürmann était le beau-frère du théologien Johann Conrad Dannhauer.
- Claude Vigée, poète juif alsacien, est né le 3 janvier 1921 à Bischwiller, au 8, rue du Général-Rampont, où ses grands-parents, Jules et Coralie Strauss, tenaient un commerce de tissus.
- Augustin Dontenwill, 1857-1931, missionnaire, évêque de Vancouver (Canada), supérieur général de la congrégation des Oblats de Marie-Immaculée.
- Oscar Heisserer, footballeur surnommé le Platini alsacien, premier entraîneur de l'Olympique Lyonnais, a commencé sa carrière au FC Bischwiller.

### Bischwiller dans la littérature
Ugo Mosselbach, héros du roman Monsieur La Souris de Georges Simenon est natif de Bischwiller et rêve de faire l'acquisition du presbytère désaffecté de la commune :

« — Qu'est-ce que je fais ? questionna le brigadier, embarrassé, en se tournant vers l'inspecteur.

Ce fut La Souris qui répondit :
— Vous me délivrez un reçu. Si dans un an et un jour personne n'a réclamé l'enveloppe, l'argent m'appartiendra et j'achèterai l'ancien presbytère de Bischwiller-sur-Moder... »

— Georges Simenon, Monsieur La Souris, 1937, in Œuvres complètes, tome 10, éditions Rencontre, Lausanne, éd. 1967, p. 140

### Héraldique
| Blason de Bischwiller | Blason  | D'azur à la Vierge orante, couronnée et assise sur un trône, l'Enfant sur son genou, le tout d'or.                                                                                         |
| Blason de Bischwiller | Détails | Ce blason est un rappel de la Vierge figurant sur la bannière de Strasbourg avant l'introduction de la Réforme, la ville et son château ayant un temps appartenu à l'évêque de Strasbourg. |